# Mühldorf am Inn (stad)
Mühldorf am Inn, in officiële documenten vaak ook aangeduid als Mühldorf a.Inn is een stad en gemeente in de Duitse deelstaat Beieren, gelegen in het Landkreis Mühldorf am Inn. De stad telt 20.962 inwoners.

## Stadsindeling

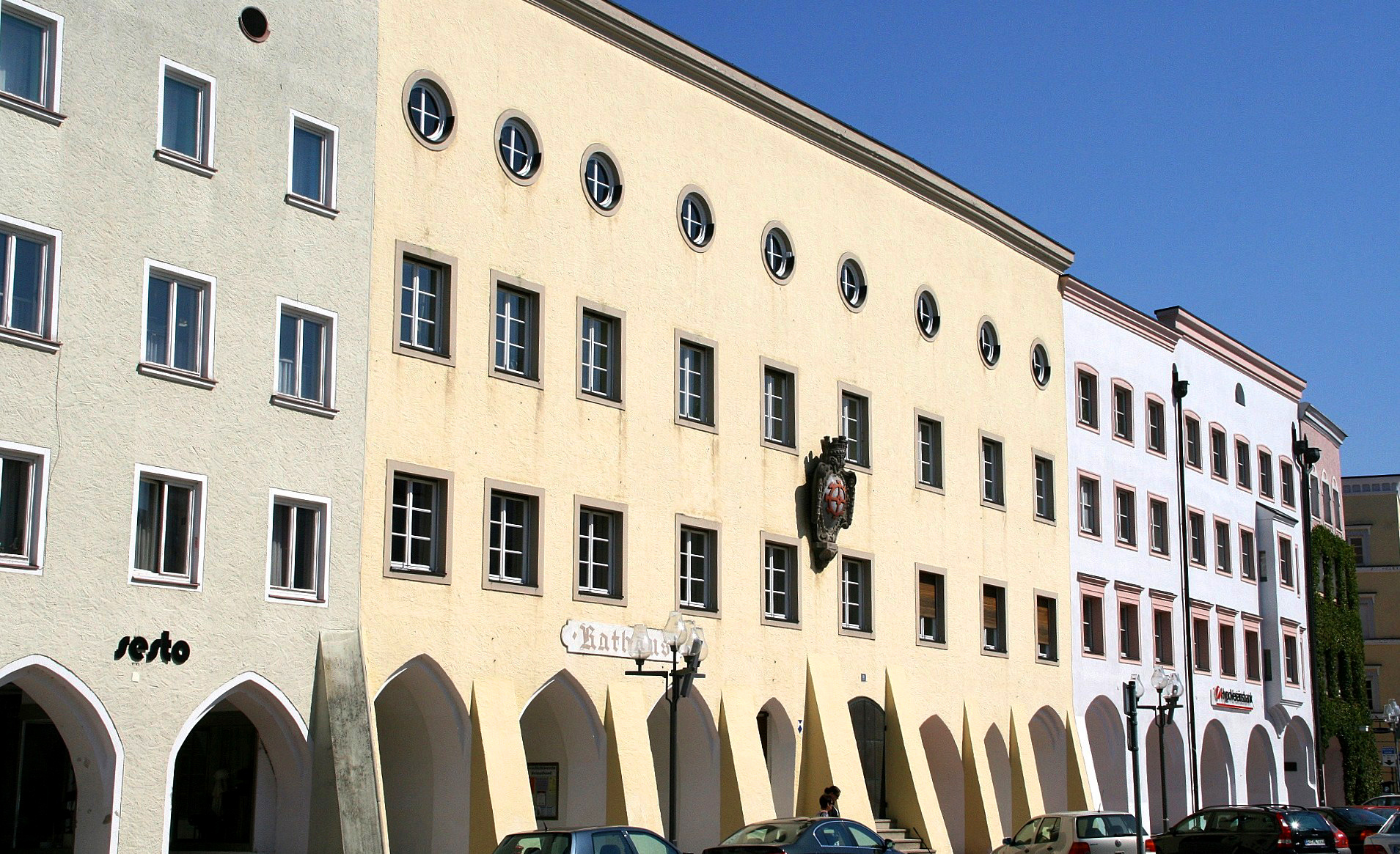
Het stadhuis, aan de Stadtplatz

De gemeente bestaat officieel uit 16 Gemeindeteile (stadsdelen), te weten:
- de hoofdplaats, het stadje Mühldorf am Inn
- de twee parochiedorpen (Pfarrdörfer):
  - Altmühldorf, 2 à 3 km ten westen van het centrum, met tussen 1.500 en 2.000 inwoners.
  - Mößling, 2 à 3 km ten noorden van het centrum, met ruim 1.500 inwoners.
- de 5 dorpen zonder eigen kerkgebouw Hart (4 km ten westen van het centrum; ruim 600 inw.), Hölzling, Mitteraham, Unteraham en Thal
- het gehucht (Weiler) Eßbaum
- de 5 Einöden[2] Gandl, Hahnbauer, Hirsch, Kuttenreut en Stegmühle
- Ecksberg (instelling voor verstandelijk en lichamelijk gehandicapten, met sociale werkplaats, 3 km ten westen van het centrum, met omliggende personeelswoningen)
- de 2 km ten oosten van het stadscentrum gelegen stadswijk (Siedlung) Eichfeld.

## Geografie en infrastructuur
Mühldorf ligt aan de noordoever, in een bocht, van de hier sterk meanderende rivier de Inn. Het is een belangrijk regionaal spoorwegknooppunt, zie hierna.

### Naburige plaatsen
De dichtstbijzijnde grote steden zijn:
- Landshut, in het noorden
- Passau (99 km), in het noordoosten
- Salzburg (Oostenrijk; 65 km), in het zuidoosten
- Rosenheim en München (78 km), in het westen.

Naburige gemeenten zijn onder andere Neumarkt-Sankt Veit en Waldkraiburg.

### Infrastructuur

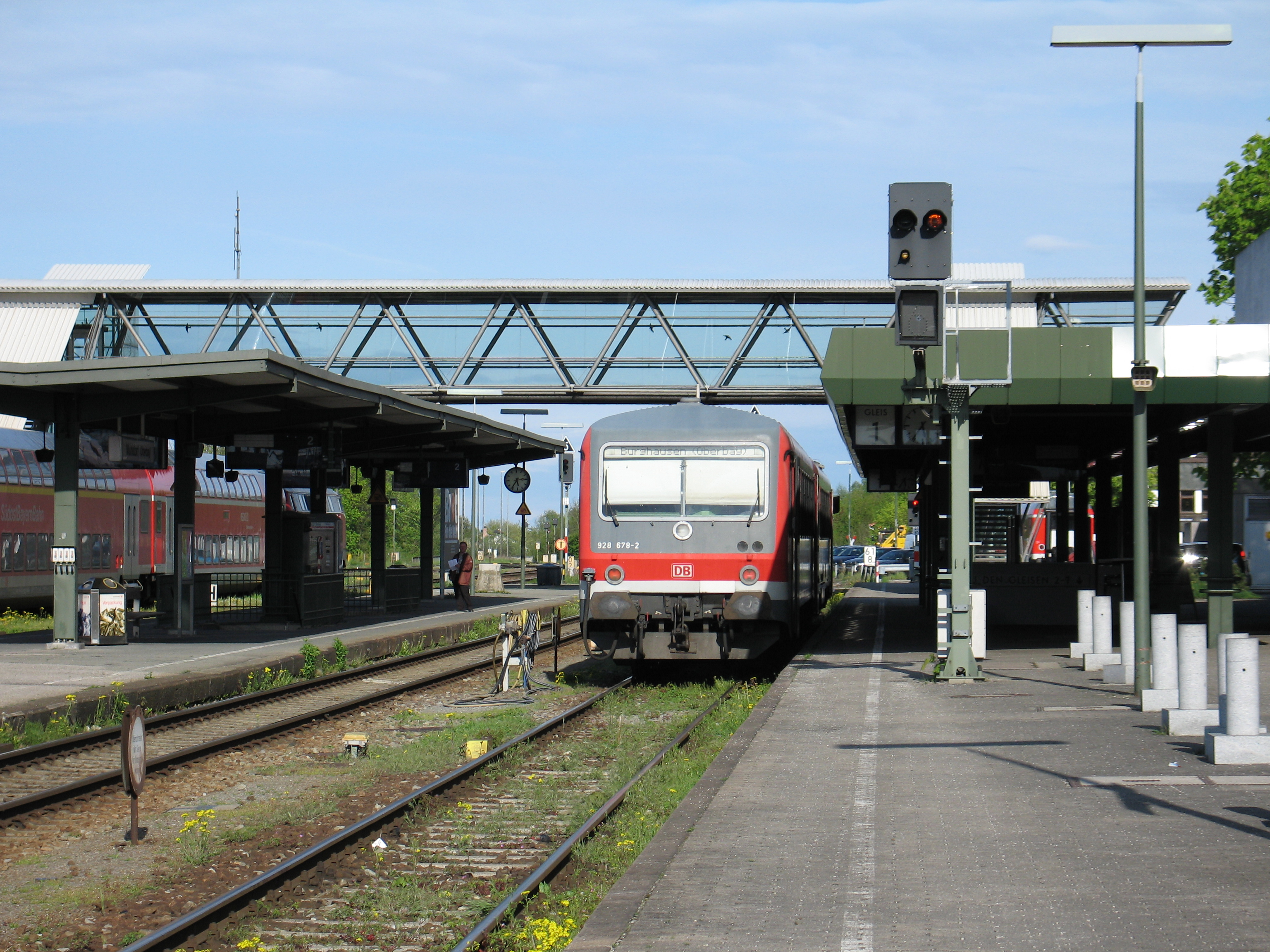
Station
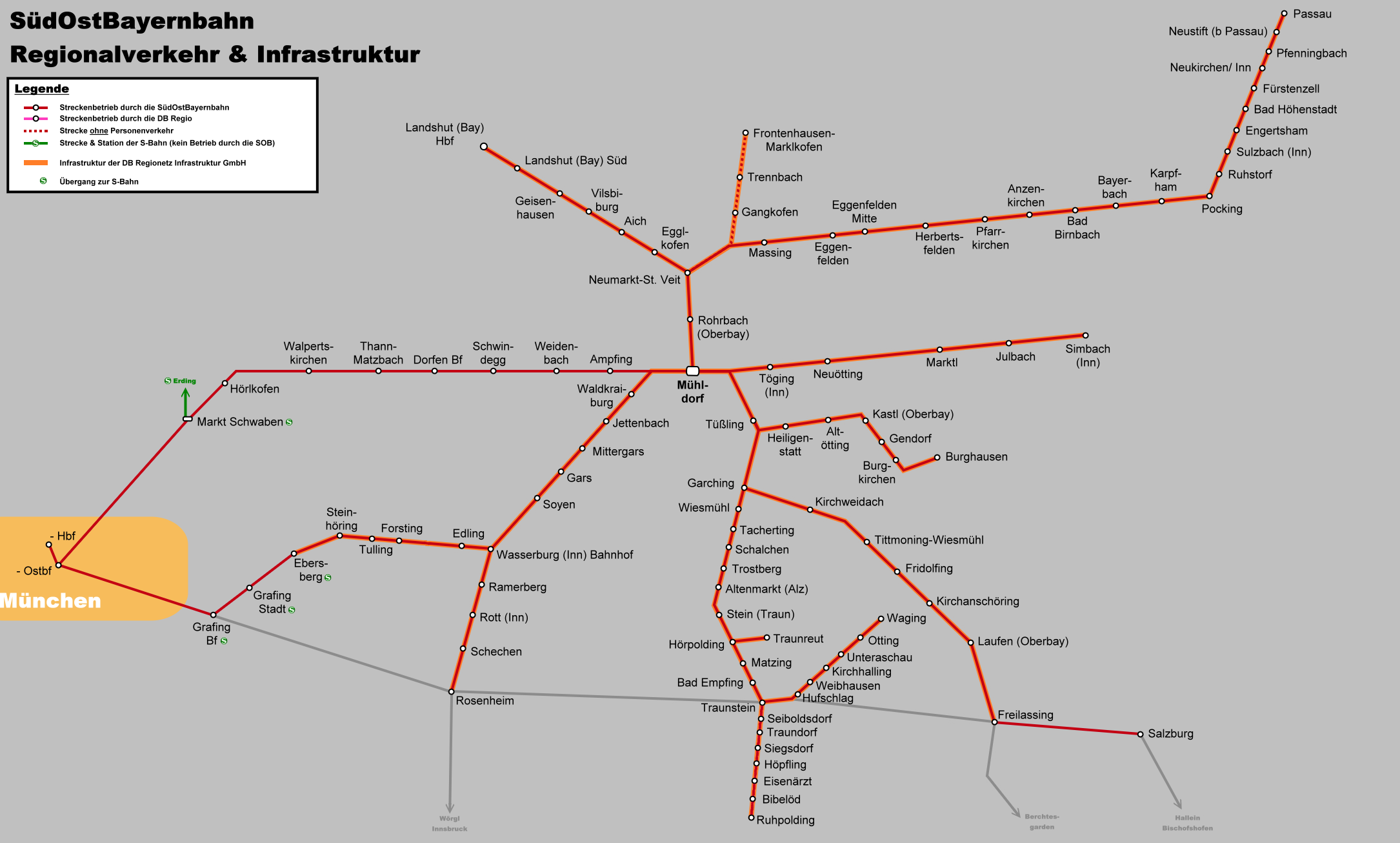
Mühldorf als spoorwegknooppunt in het zuidoosten van Beieren
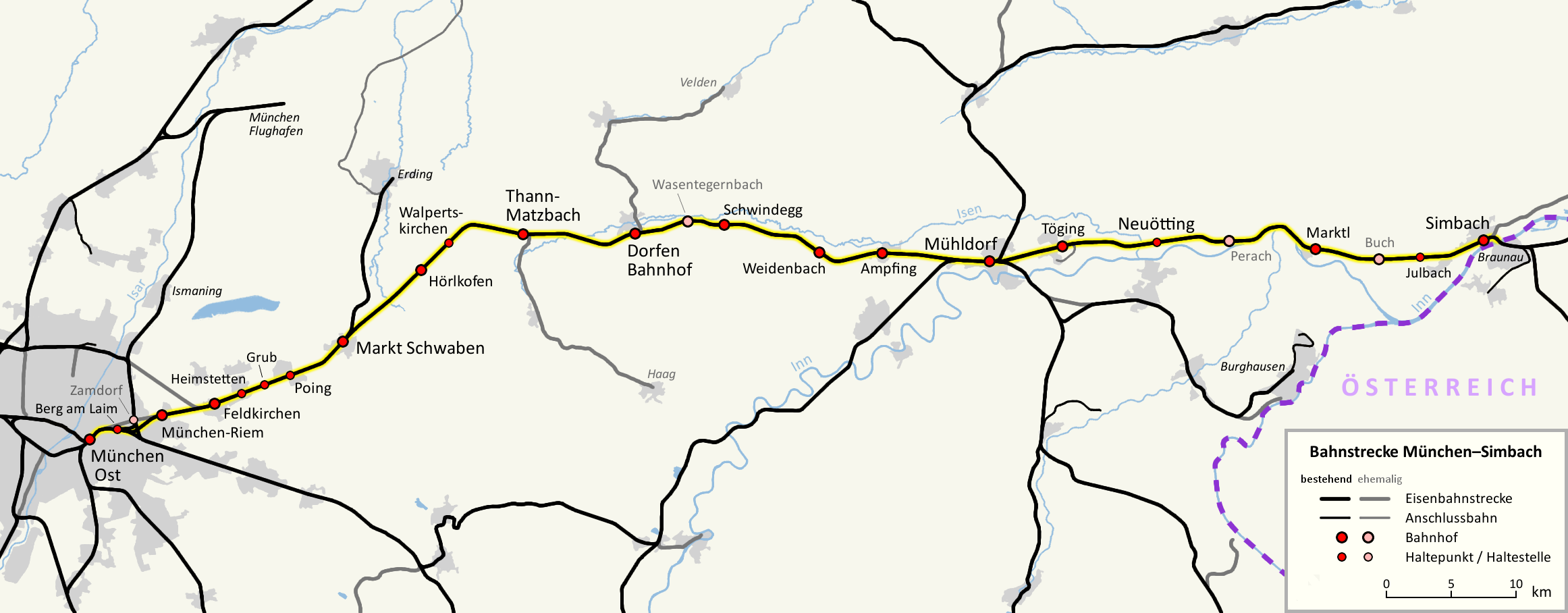
Trajectkaart spoorlijn München-Simbach; roze stippen: niet meer in gebruik zijnde stations en haltes
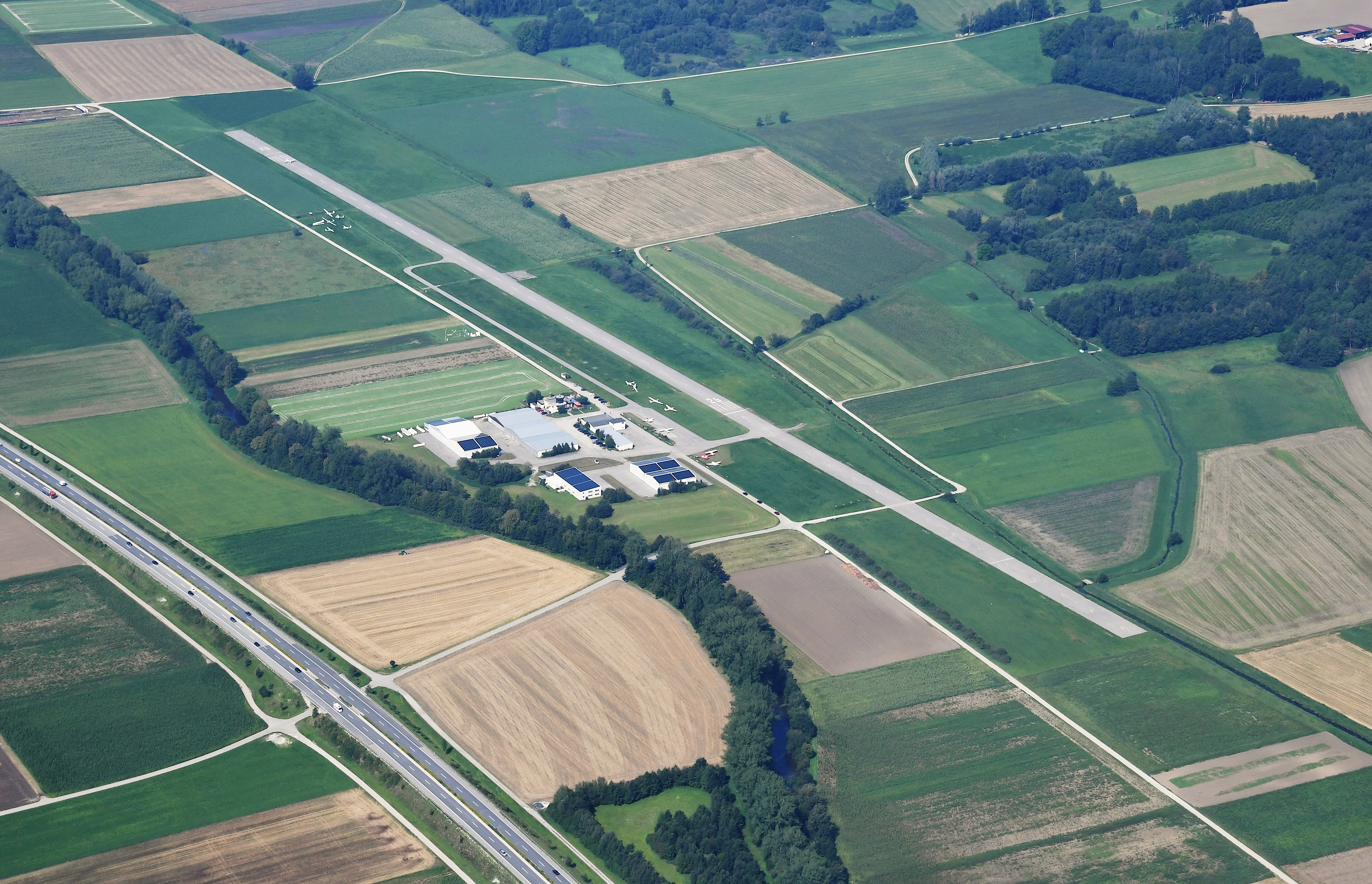
Vliegveld

- De dichtstbijzijnde Autobahn is de vanuit München oostwaarts richting het Oostenrijkse Braunau am Inn lopende Autobahn A 94. Afrit 20 van de A 94 (Mühldorf-Nord) ligt 4 km ten noordoosten van het centrum. Een andere belangrijke verkeersweg, de Bundesstraße 299, komt op dit punt uit op de A 94. Op enkele gedeelten, waar de A 94 nog niet afgebouwd is, ook in de omgeving van Mühldorf, loopt de door de A 94 te vervangen Bundesstraße 12.
- De stad heeft een station, officieel geheten: Bahnhof Mühldorf (Oberbay), aan de spoorlijn München-Ost - Simbach, en heeft een spoorwegverbinding met Freilassing (lengte 65½ km; sommige treinen rijden van hier door naar Salzburg Hauptbahnhof), alsmede met Rosenheim , via Wasserburg, (62 km lengte). Een spoorlijn, die in het verleden noordwaarts doorliep naar Pilsting, aan de lijn Landshut -Plattling- Passau, is nu nog slechts een 11 km lang verbindingslijntje naar Neumarkt-Sankt Veit.
  - Belangrijker dan het reizigersvervoer is op dit station het goederenvervoer. In 2020 passeerden circa 8 keer zoveel goederen- als passagierstreinen dit station. Met name goederentreinen ten gerieve van chemische industrie in de wijde omtrek stoppen hier en worden omgerangeerd. Het ligt in de bedoeling, dat het station van Mühldorf na 2030 een nog belangrijkere rol gaat spelen in langeafstands-goederenvervoer per rail, ook internationaal. De spoorlijn naar Freilassing moet deel gaan uitmaken van een hogesnelheidslijn van Straatsburg naar Boedapest.
- Mühldorf beschikt over een klein vliegveld, voornamelijk bedoeld voor gebruik door sport- en hobbyvliegtuigjes, o.a. de zweefvliegsport. Het veld ligt 2,2 km ten noorden van het stadscentrum, en heeft een geasfalteerde start- en landingsbaan van 852 meter lengte en 20 meter breedte. De ICAO-code luidt EDMY. De geografische coördinaten luiden: 48° 16′ 48″ noorderbreedte, en 12° 30′ 7″ oosterlengte. De hoogte boven zeeniveau bedraagt 405,7 m (1.331 ft).

## Economie
Mühldorf am Inn is, gezien de ligging, geschikt voor handels- en logistieke bedrijven, waarvan hier dan ook verscheidene aanwezig zijn. Daarnaast is er veel midden- en kleinbedrijf in vele uiteenlopende branches te vinden. De stad huisvest enkele middelgrote bedrijven in de machinebouw en kleinmetaalindustrie.
Het grootste te Mühldorf gevestigde bedrijf is ODU Steckverbindungssysteme. Deze onderneming produceert stekkertjes voor mobiele telefoons en voor allerlei andere apparatuur, alsmede voor medische instrumenten, die een kleine ingebouwde computer hebben en op andere systemen moeten worden aangesloten. ODU biedt in Mühldorf werk aan 1.000 mensen.
De plaats is Kreisstadt en is dus zetel van tal van regionale ambtelijke instanties. De stad heeft verder een klein ziekenhuis en drie kleine specialistische klinieken.

## Geschiedenis

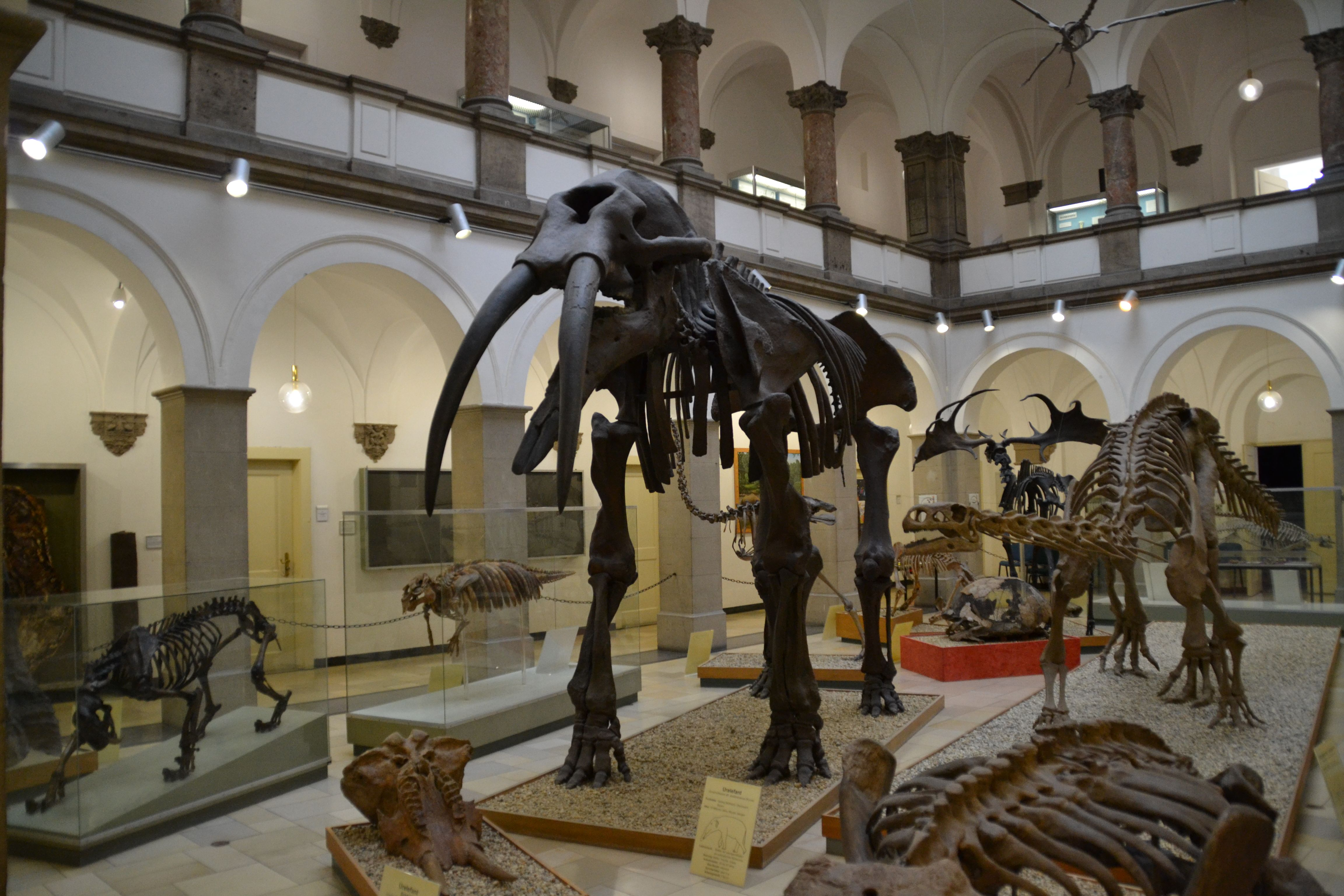
Gomphotherium van Gweng, in 1971 opgegraven bij Mühldorf
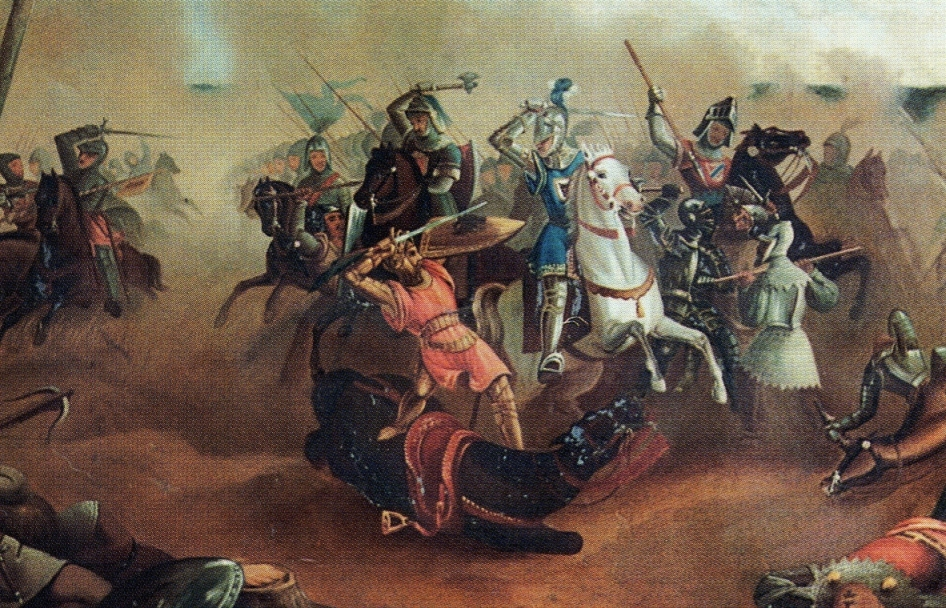
Slag bij Mühldorf (1322): Frederik de Schone wordt gevangen genomen.
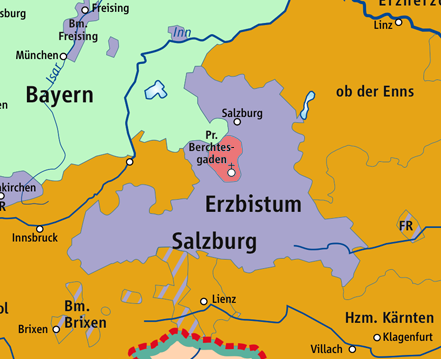
Prinsaartsbisdom Salzburg in 1789. Mühldorf ligt bij de riviernaam Inn op dit kaartje.
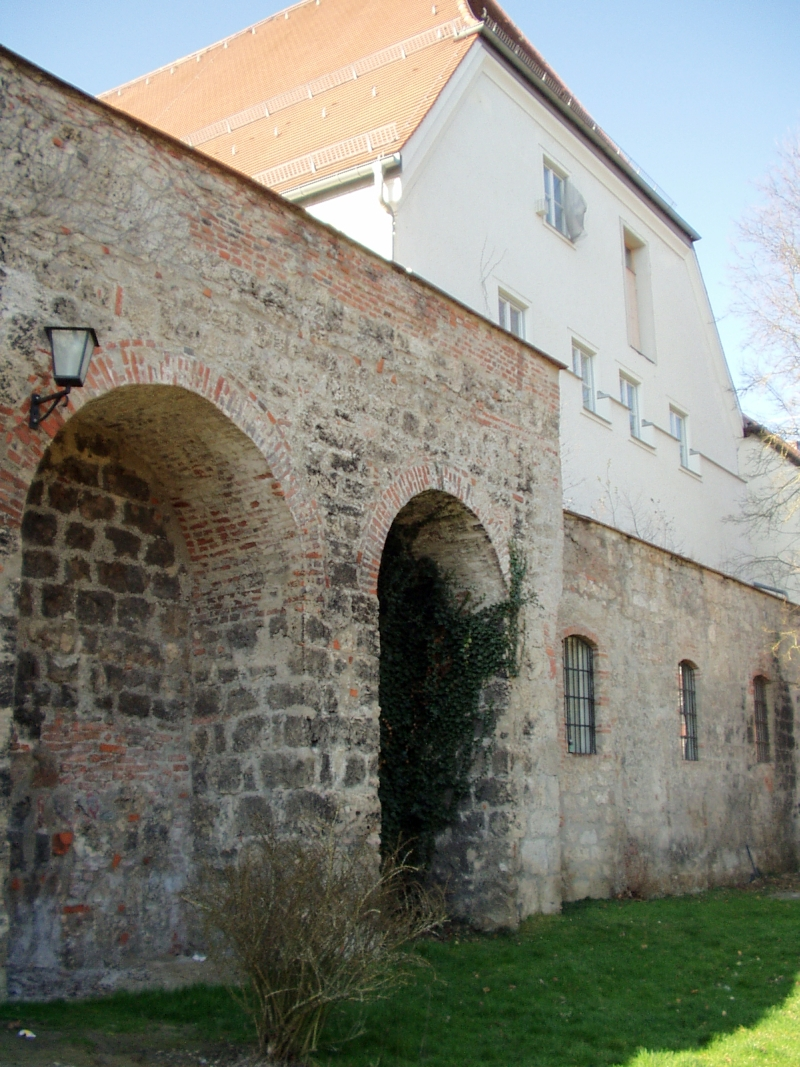
Restant van de oude stadsmuur
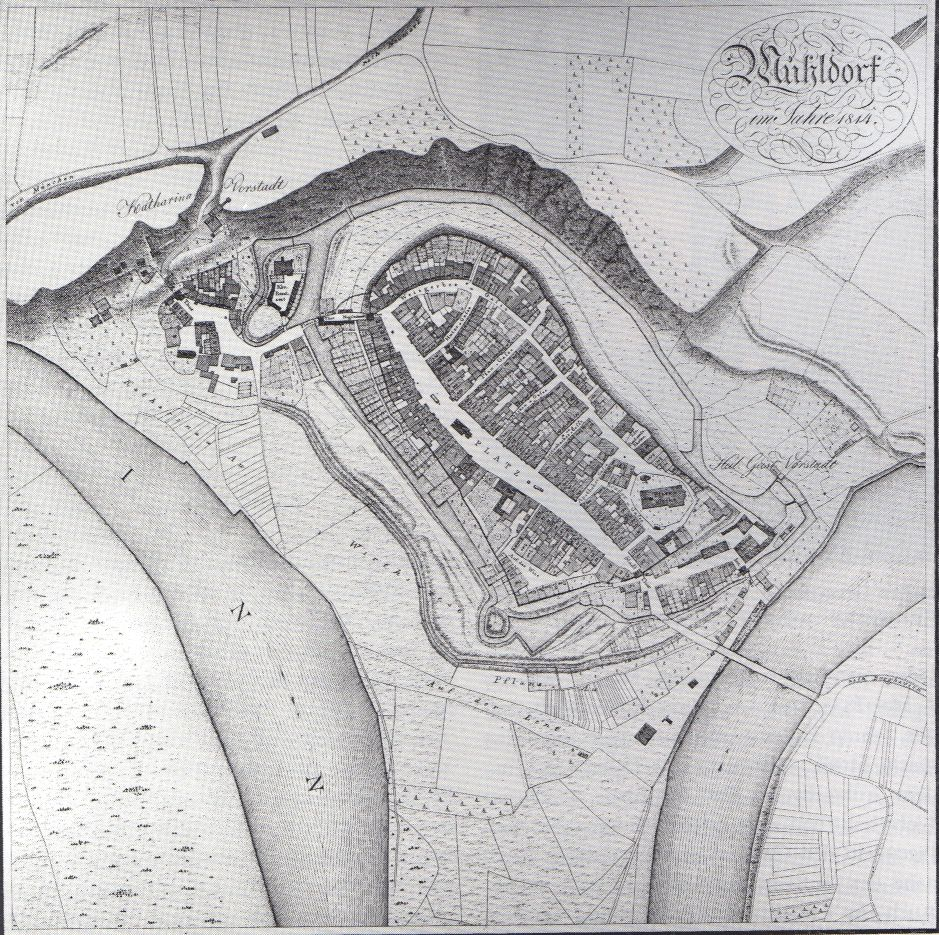
Plattegrond van Mühldorf uit 1814
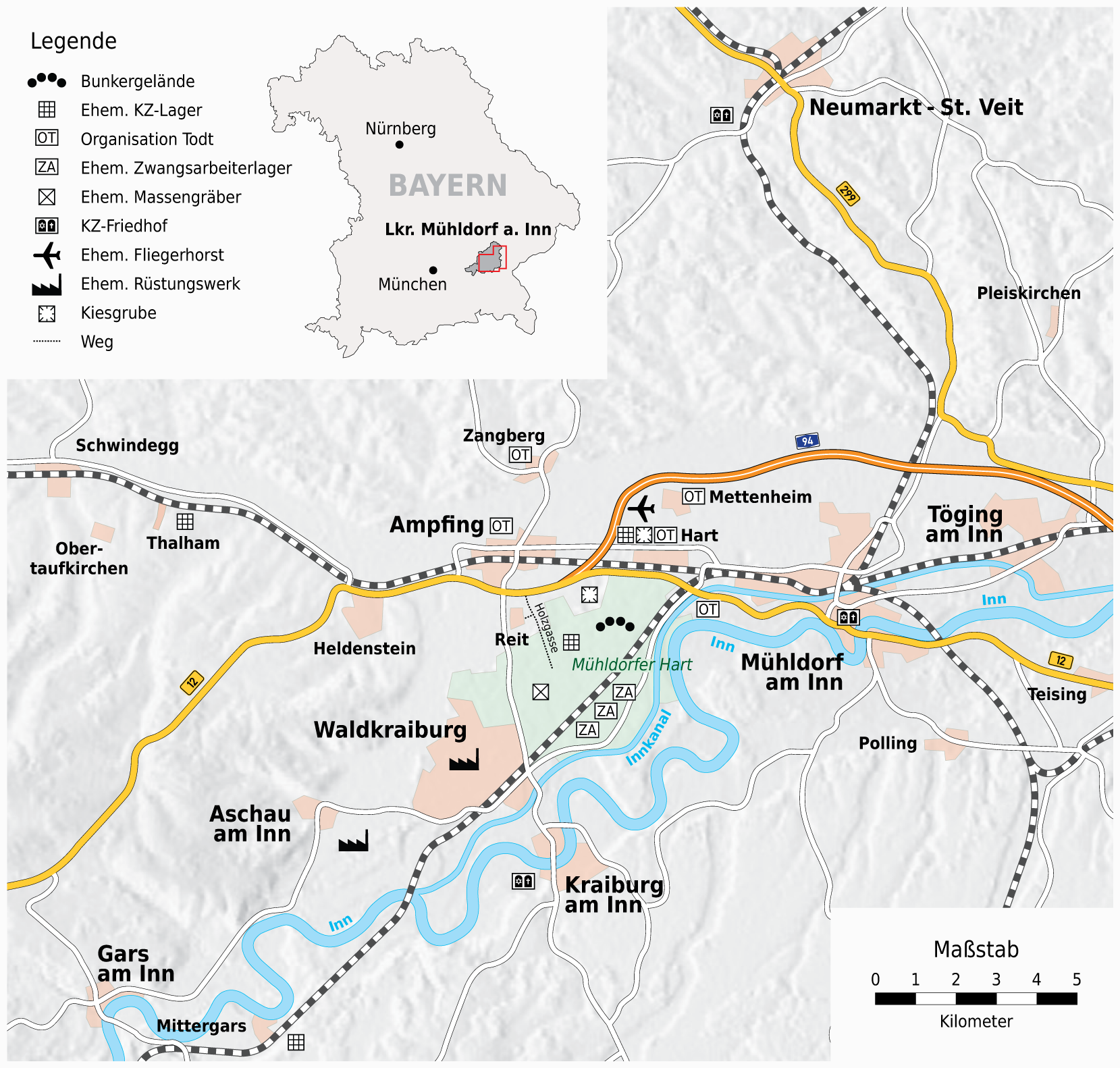
Ligging concentratiekampen rondom Mühldorf
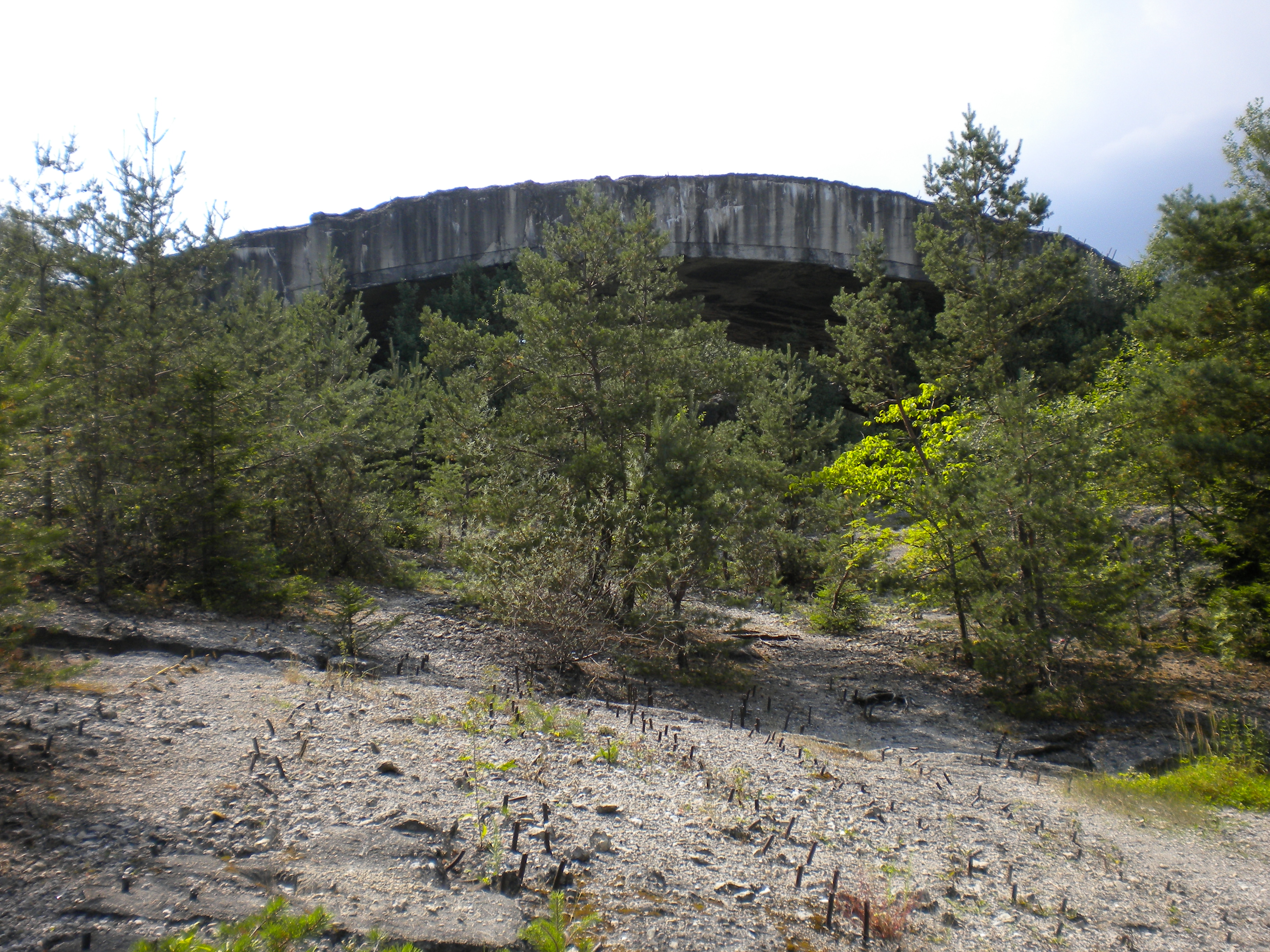
Restant van de bunker Weingut I: betonnen boog voor het dak
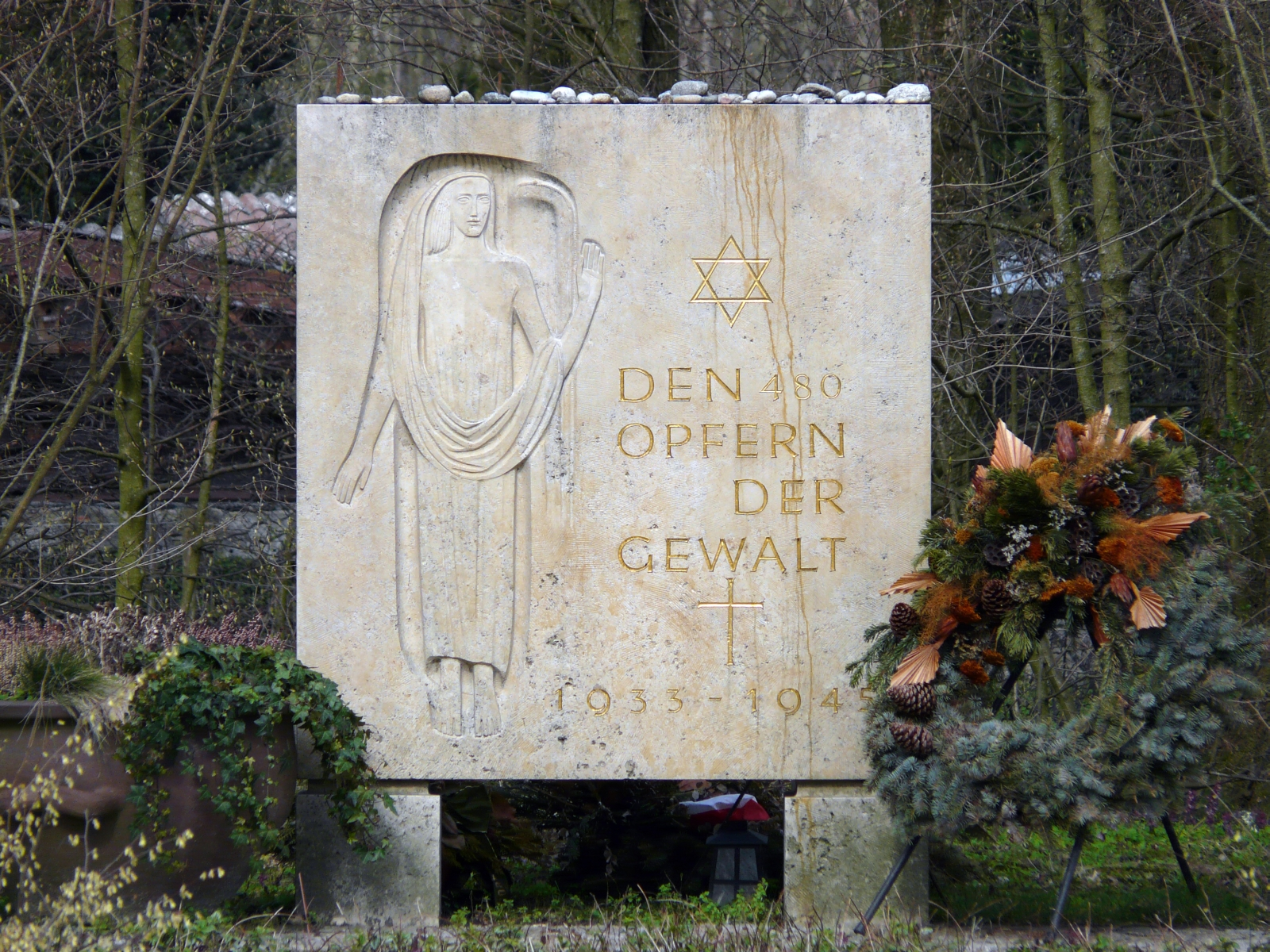
Gedenksteen op het kerkhof van het voormalige kamp Mühldorf

Tot en met de 9e eeuw was het gebied van Mühldorf nagenoeg onbewoond. Het was een moerassig, soms overstroomd, ooibos aan de rivier de Inn. Vermoedelijk reeds in de 9e eeuw was het gebied een exclave van het Prinsaartsbisdom Salzburg in Beieren, en bleef dat tot 1802. Op 16 mei 935 wordt Mühldorf voor het eerst in een document, van aartsbisschop Odalbert van Salzburg, vermeld. De plaats werd een handelsnederzetting aan de Inn op de route Salzburg - Regensburg. In 1190 verwierf Mühldorf het stapelrecht op het belangrijke, in o.a. Tirol gedolven, zout, onmisbaar voor het conserveren van voedingsmiddelen. Wanneer Mühldorf, oorspronkelijk: molendorp, stadsrechten verwierf, is niet meer bekend. Maar in 1239 wordt de plaats een civitas, stad, genoemd. In die tijd werd Mühldorf ook van een stadsomwalling voorzien. Mühldorf was een Oostenrijkse exclave in Beieren, op een strategisch punt. De elkaar opvolgende hertogdommen Beieren hebben dan ook enkele malen geprobeerd, Mühldorf in te nemen. Met name verdient vermelding een conflict in het begin van de 14e eeuw tussen (vanaf 1328) rooms-koning Lodewijk IV en Frederik de Schone, uit het Huis Habsburg, van 1308 tot 1330 hertog van Oostenrijk en enige tijd mede-koning van het Heilige Roomse Rijk. Dit culmineerde in de Slag bij Mühldorf op 13 september 1322. De mannen van Lodewijk zegevierden, en Lodewijk de Beier werd in 1322 koning. Drie jaar later benoemde hij zijn voormalige opponent tot mede-koning, en werd in 1328 keizer. De slag bij Mühldorf geldt als de laatste Europese veldslag, waarbij van geen enkel vuurwapen gebruik werd gemaakt. Deze werden wel gebruikt in een tweede slag om Mühldorf in 1364, waarin Beieren tevergeefs probeerden, de stad in te nemen.
In de periode 1300-1800 bleef Mühldorf niet voor rampen gespaard. Pestepidemieën, die vele mensen het leven kostten, deden zich voor in 1348, 1611 en 1634; grote branden teisterden de stad in 1495 en 1640. In de laatste maanden van de Dertigjarige Oorlog (1618-1648) werd de stad nog tijdelijk veroverd door troepen uit Zweden onder bevel van de gevreesde generaal Carl Gustaf Wrangel. In oktober 1800 werd de stad voor een half jaar bezet door troepen uit het Frankrijk van Napoleon.
In 1802 kwam aan de Oostenrijkse overheersing van Mühldorf een einde. De stad kwam in het kader van een gebiedsruil aan het Koninkrijk Beieren; dit werd bevestigd in het Reichsdeputationshauptschluss (1803). Pogingen, om belangrijk stoombootverkeer op de Inn van de grond te krijgen, waren niet erg succesvol. In de tweede helft van de 19e eeuw begon de industrialisering pas echt met de aansluiting op het spoorwegnetwerk (1871). In datzelfde jaar kwam de stad onder het oppergezag van het Duitse Keizerrijk. In 1852 werd te Ecksberg een instelling voor verstandelijk gehandicapte kinderen gesticht; deze intussen vele malen grotere en moderne Stiftung Ecksberg bestaat nog steeds.
Ten tijde van Adolf Hitlers Derde Rijk - het nationaalsocialisme had vanaf de begintijd vrij veel aanhang gehad in Mühldorf en omgeving - werd de plaats vooral in 1944 en 1945 berucht als centraal coördinatiepunt van talrijke buitenkampen (Außenlager) van concentratiekamp Dachau. Vooral het Waldlager V/VI in het bos Mühldorfer Hart, ten westen van het stadje, was berucht. In dit bos moesten de gevangenen onder onmenselijke omstandigheden een bunker, met de codenaam Weingut I, bouwen. Deze was bedoeld, om gevechtsvliegtuigen type Messerschmitt Me 262 te bouwen, maar werd nooit gebruikt. Uiteindelijk waren, toen de geallieerden Mühldorf op 2 mei 1945 hadden veroverd, duizenden mensen, onder wie ook Nederlandse en Belgische Joden, in de kampen op afschuwelijke wijze om het leven gekomen. In 1940 en 1941 werden in de Stiftung Ecksberg, in het kader van de zogenaamde Aktion T4, 248 verstandelijk gehandicapte bewoners afgevoerd om elders vermoord te worden.
Voorafgaande aan de bevrijding werd Mühldorf, dat een belangrijk spoorwegknooppunt en dus van strategisch belang was, enkele malen zwaar getroffen door geallieerde luchtbombardementen. Vooral het bombardement van 19 maart 1945 was hevig. Honderden mensen, ook kinderen, vonden de dood, en de stad werd voor 40% verwoest.
Na de oorlog moesten enkele duizenden Heimatvertriebene in de stad worden ondergebracht. Maar rond 1950 bloeide Mühldorf weer. Er vestigde zich ook nieuwe industrie, en later een dependance van de technische hogeschool van Rosenheim.
In 1971 werd nabij Gweng, een gehucht ten oosten van het bos Mühldorfer Hart, een opzienbarende vondst gedaan op het gebied van de paleontologie. Een grotendeels intact skelet van een uitgestorven soort slurfdier, een gomphotherium, werd opgegraven uit een laag zand aan de oever van de Inn. Ook te Sandelzhausen, gemeente Mainburg, werden tanden en kiezen van dit dier gevonden. Het Mühldorfer skelet is na reconstructie opgesteld in het Paleontologisch Museum aan de Richard-Wagner-Straße 10 te München.
In 1997 kwam een nieuwe brug over de Inn gereed.

## Bezienswaardigheden, cultuur, toerisme
- Het stadsbeeld in het langgerekte, smalle centrum van Mühldorf wordt gekenmerkt door de Stadtplatz. Langs deze brede straat staan talrijke belangrijke gebouwen, waaronder het stadhuis. Veel huizen hebben een rechthoekige schijngevel, kenmerkend voor de bouwstijl Inn-Salzach-Bauweise. Zo ontstond een statig en imposant stadsbeeld. Aan het noordwestelijke eind van de bijna 500 meter lange Stadtplatz staat de stadspoort Nagelschmiedtor en aan het zuidoostelijke eind de stadspoort Altöttinger Tor.
- In de gemeente staan verscheidene, vaak oude, kerken. De meeste daarvan zijn voorzien van een in de 17e of 18e eeuw gemaakt kerkinterieur in barok- of rococostijl. Zie ook de onderstaande afbeeldingen.
  - Het meest bezienswaardig is de na brand herbouwde, in 1443 voltooide Sint-Nicolaaskerk, met rococo interieur (plm. 1770-75).
- In de stad staat een 15e-eeuws, van oorsprong als graanpakhuis gebruikt gebouw met de naam Haberkasten. Hierin is sinds 1996 een zaal voor cabaret- en andere kleinkunst- en toneelvoorstellingen gevestigd. De Haberkasten is in geheel Beieren befaamd. Af en toe treedt de ook in Nederland niet onbekende folk-rock-band Fiddler's Green hier op.
- Het stedelijke museum, officieel genaamd: Geschichtszentrum und Museum Mühldorf a. Inn, is gedeeltelijk in het gebouw Haberkasten, gedeeltelijk in het uit 1638 daterende Lodronhaus gevestigd. Het is een historisch, archeologisch en kunstmuseum voor de regio. Veel aandacht is er voor het nazi-verleden van Mühldorf, en het lijden van de gevangenen in de concentratiekampen rondom de stad.
- Sinds 2003 beschikt Mühldorf over een modern congres- en cultuurcentrum, de Stadtsaal. Het gebouw heeft in zijn grote zaal circa 750 zitplaatsen.
- Ten westen van het stadje ligt het 1100 hectare grote wandelbos Mühldorfer Hart, waarvan 712 hectare een gemeentevrij gebied is. Hier is ook de gedenkplaats aanwezig voor de slachtoffers van het concentratiekamp, dat hier in 1944-1945 gelegen was.
- Jaarlijks vindt eind augustus of begin september een tiendaags Beiers volksfeest in Mühldorf plaats. Er zijn o.a. kermisattracties, muziekoptredens, optochten in Beierse klederdracht, enz. Een tweede jaarlijks volksfeest van betekenis is het uitbundige carnavalsfeest (Fasching), met een grote carnavalsoptocht.

## Afbeeldingen

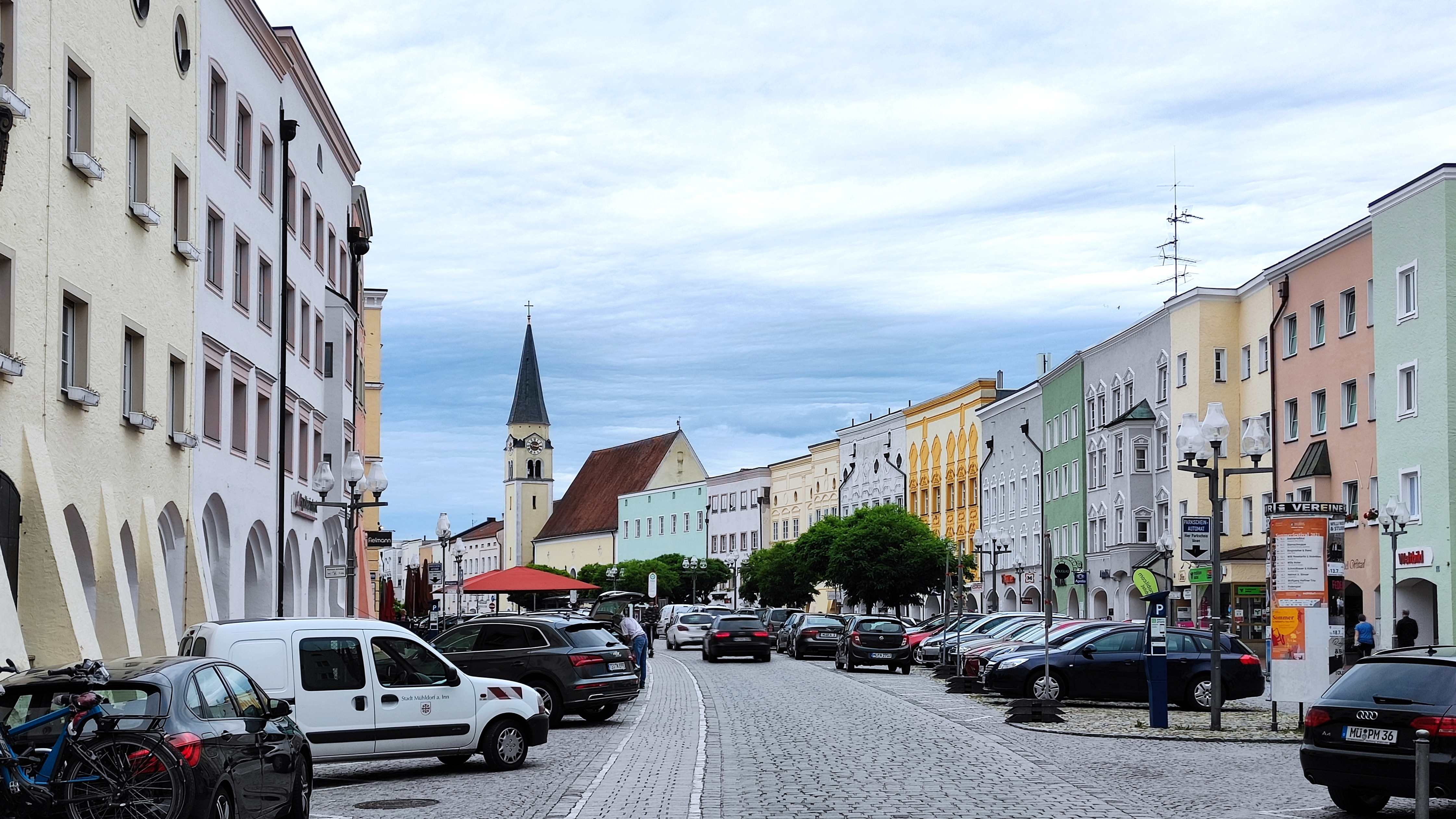
De langgerekte Stadtplatz
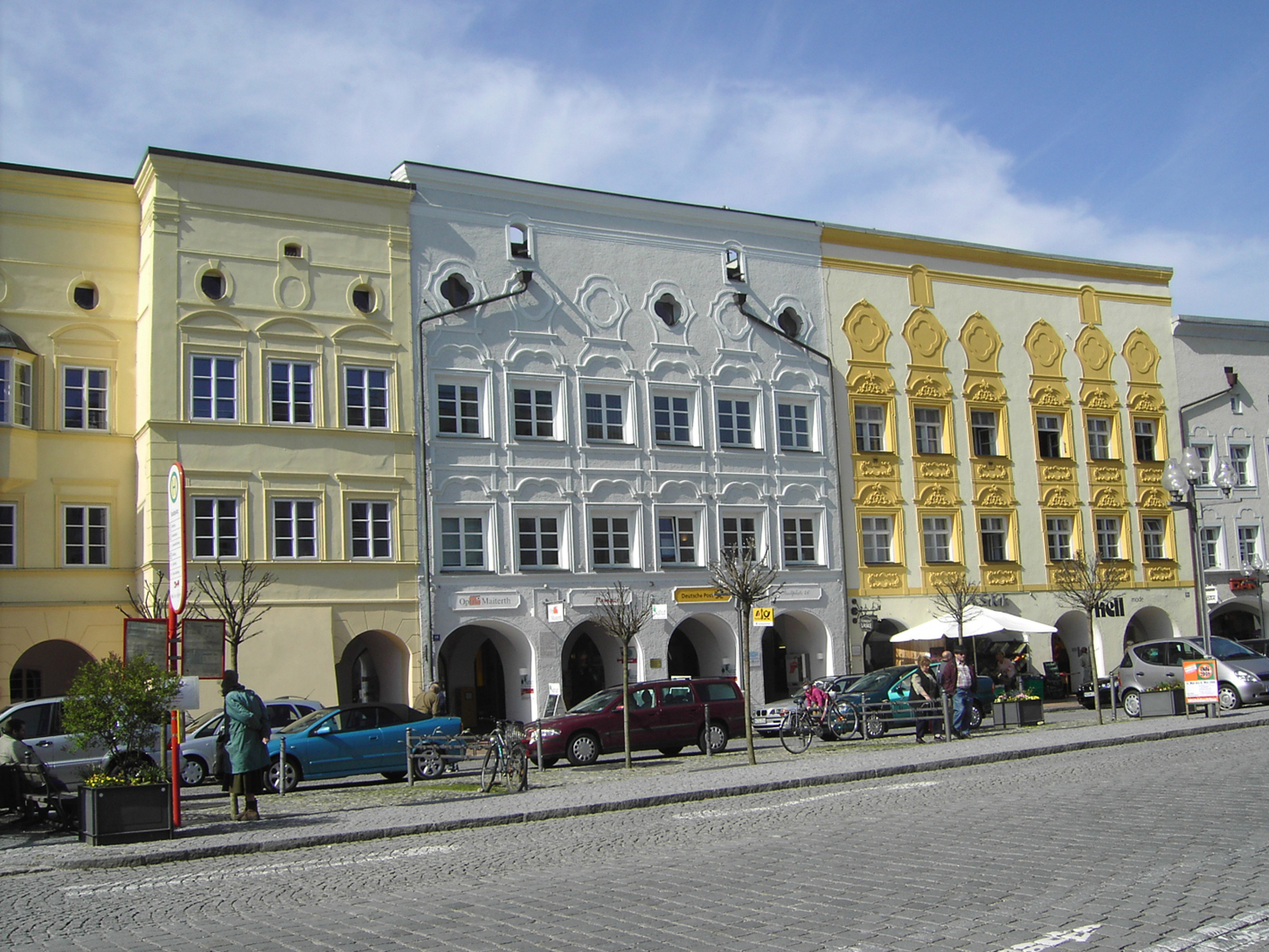
Mühldorf am Inn, huizen in zgn. Inn-Salzach-stijl, met rechthoekige schijngevels
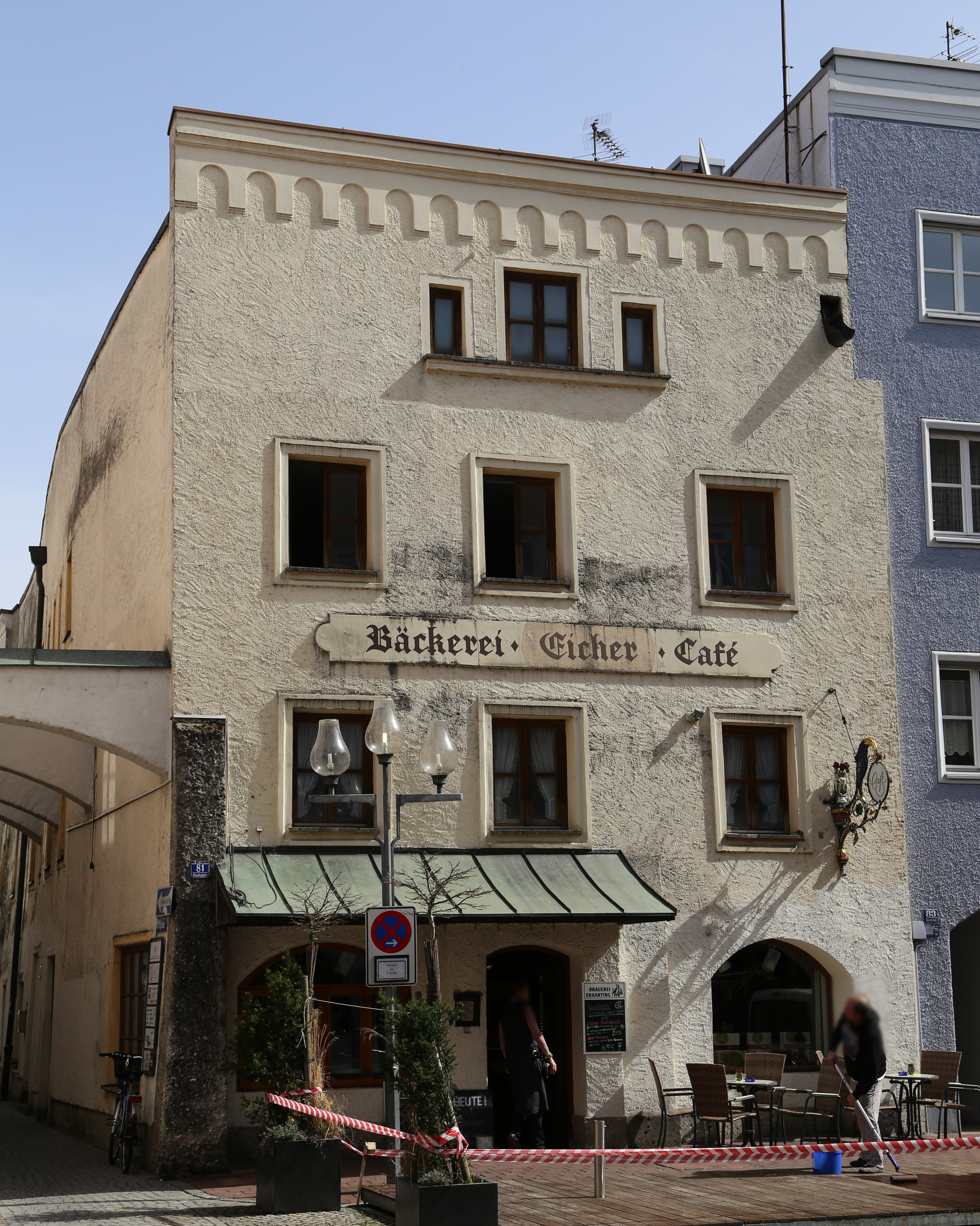
Winkelpand Stadtplatz 81 (bouwjaar 1560)
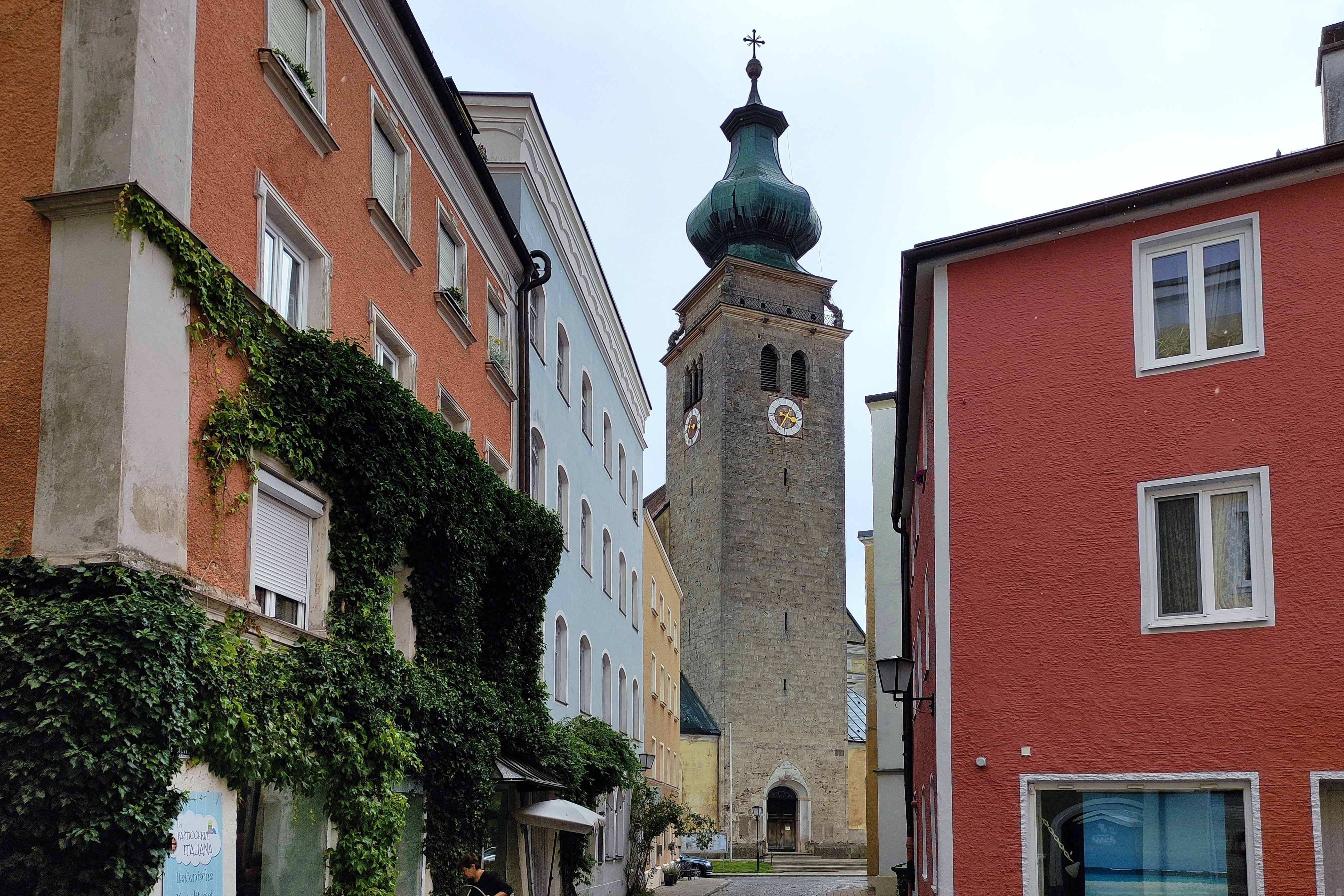
Toren St. Nicolaaskerk in Mühldorf
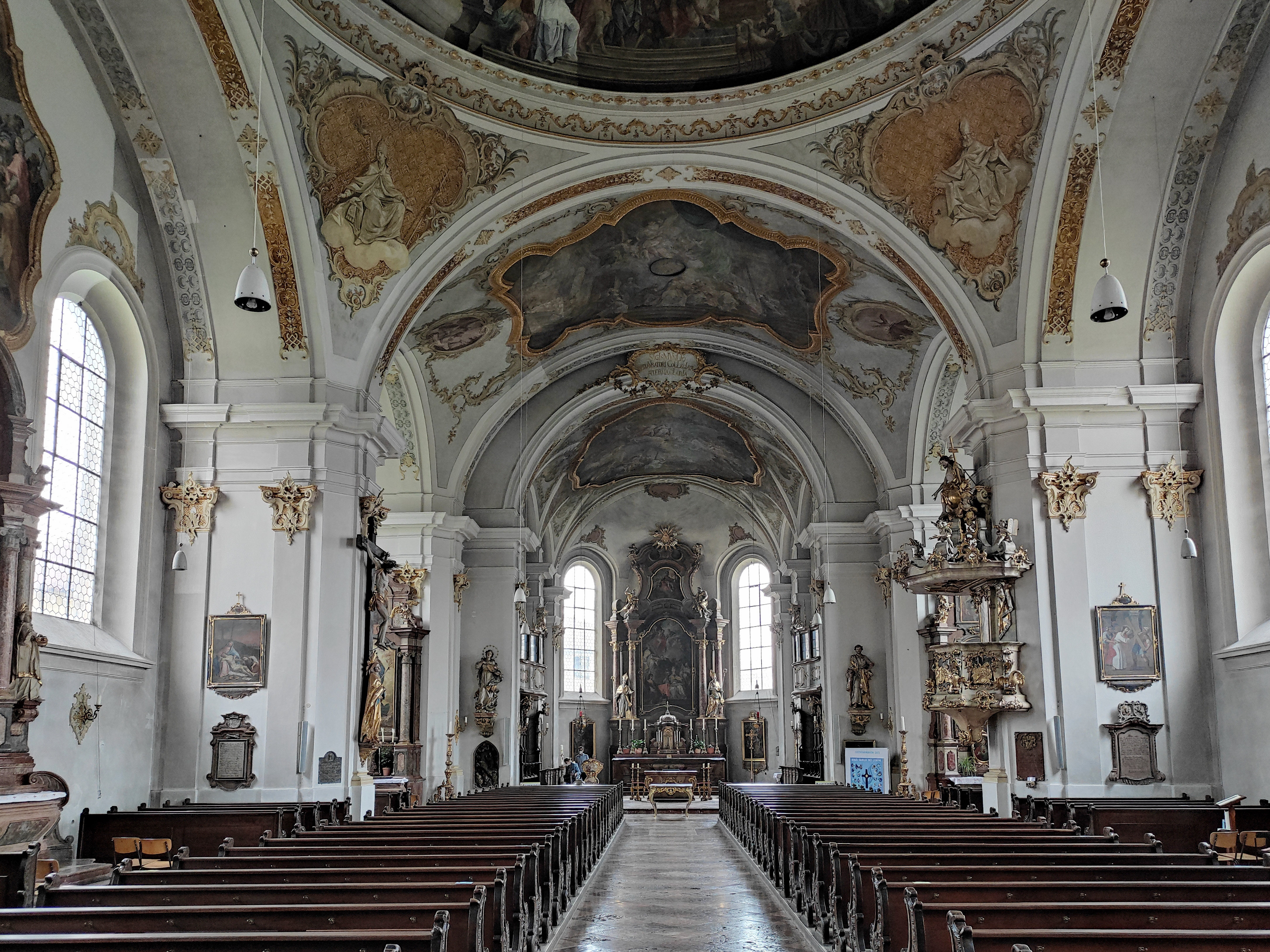
Interieur van dit kerkgebouw
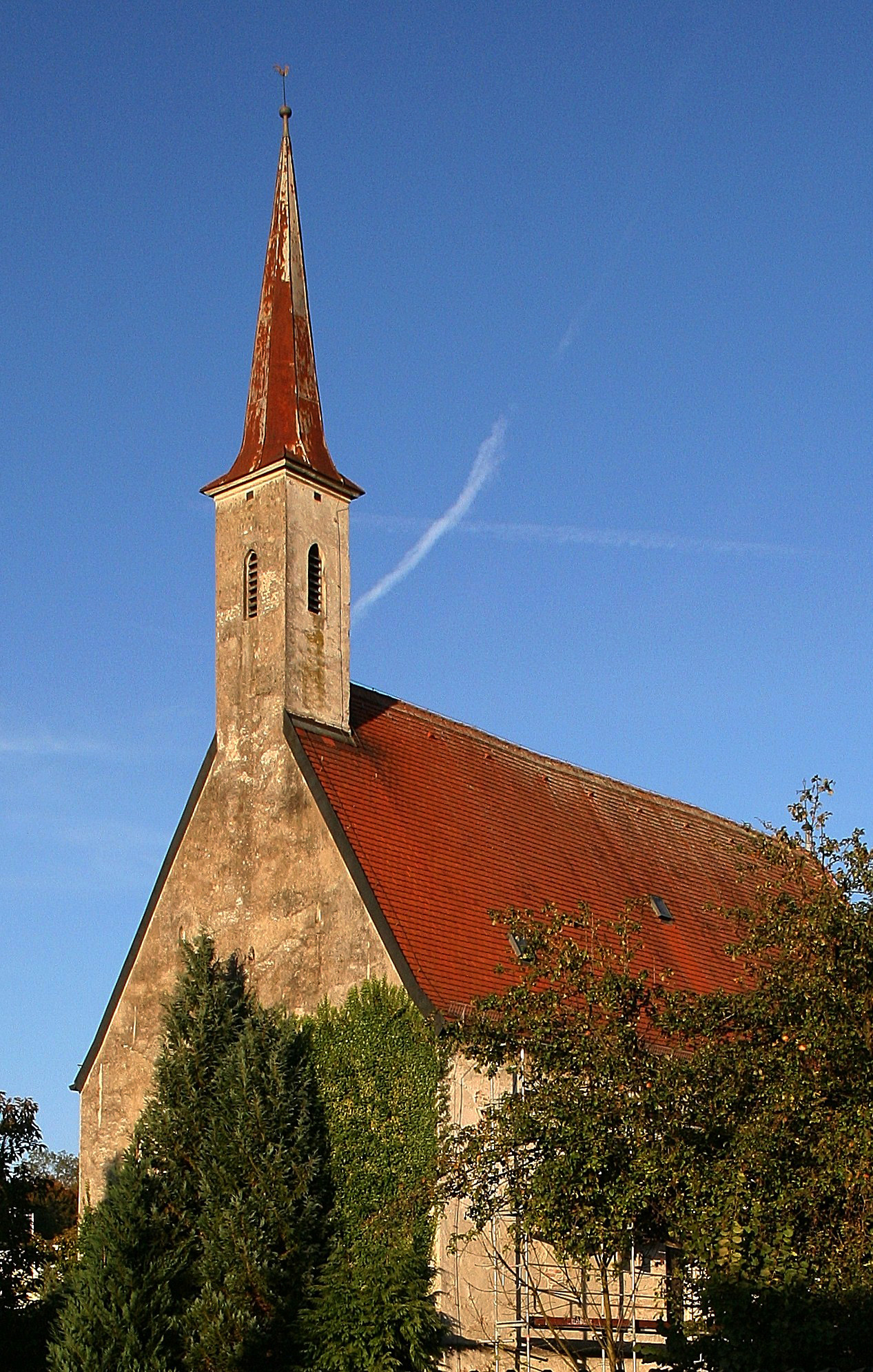
St. Catharinakerk (2e helft 15e eeuw; in de 18e eeuw gerenoveerd in barokstijl)
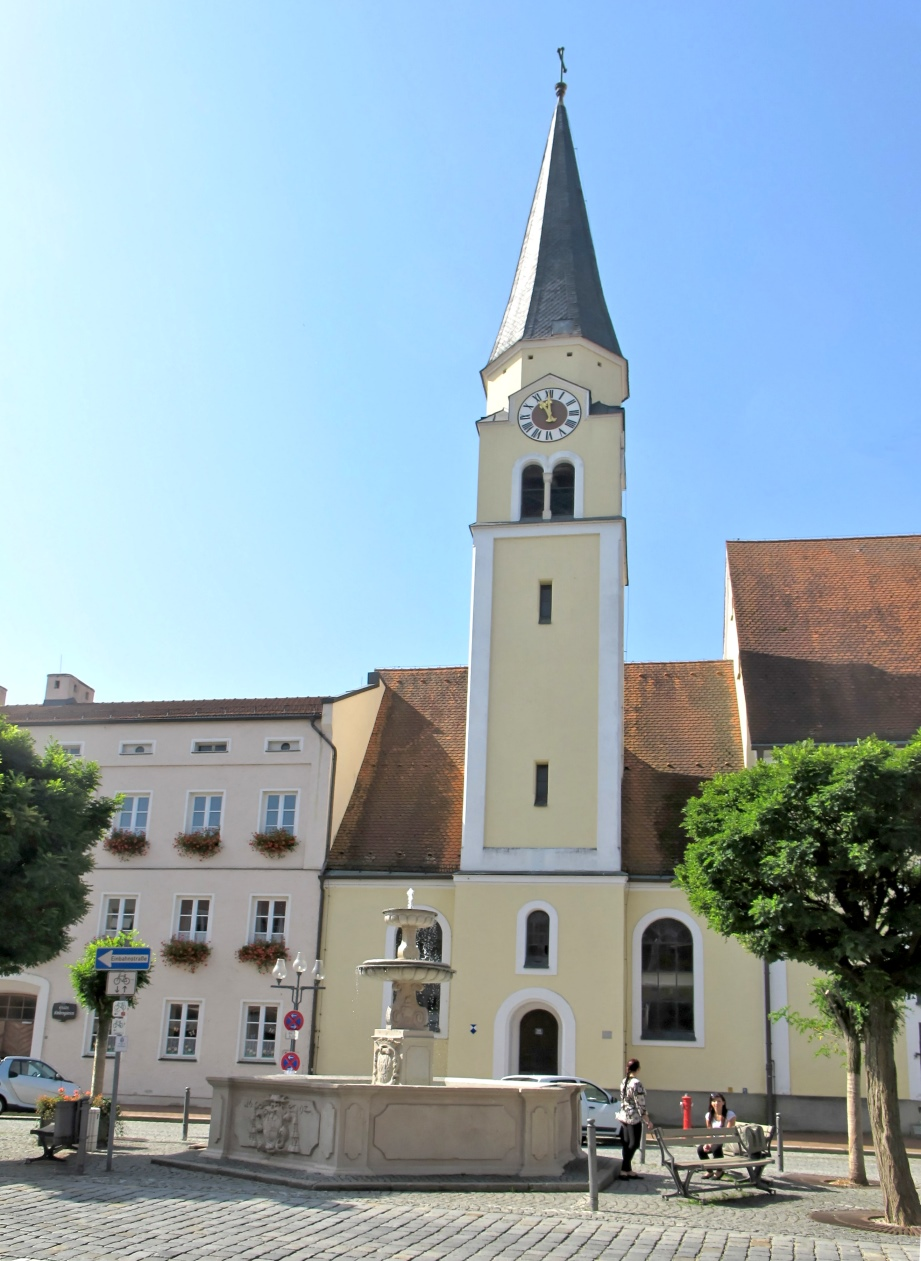
O.L.Vrouwekerk aan de Stadtplatz, deels 17e, deels 19e eeuw (toren 19e-eeuws).
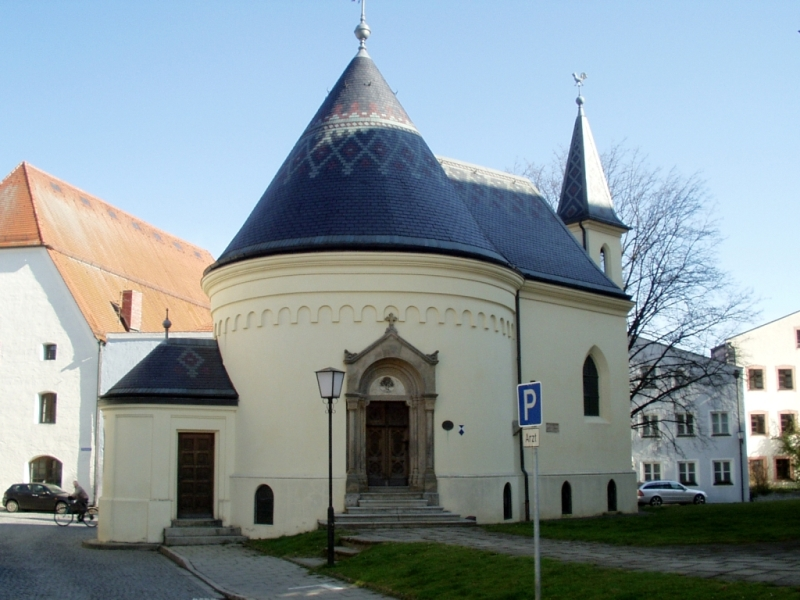
Johannes-de-Doperkapel (14e-15e eeuw; gedenkplaats slachtoffers Tweede Wereldoorlog)
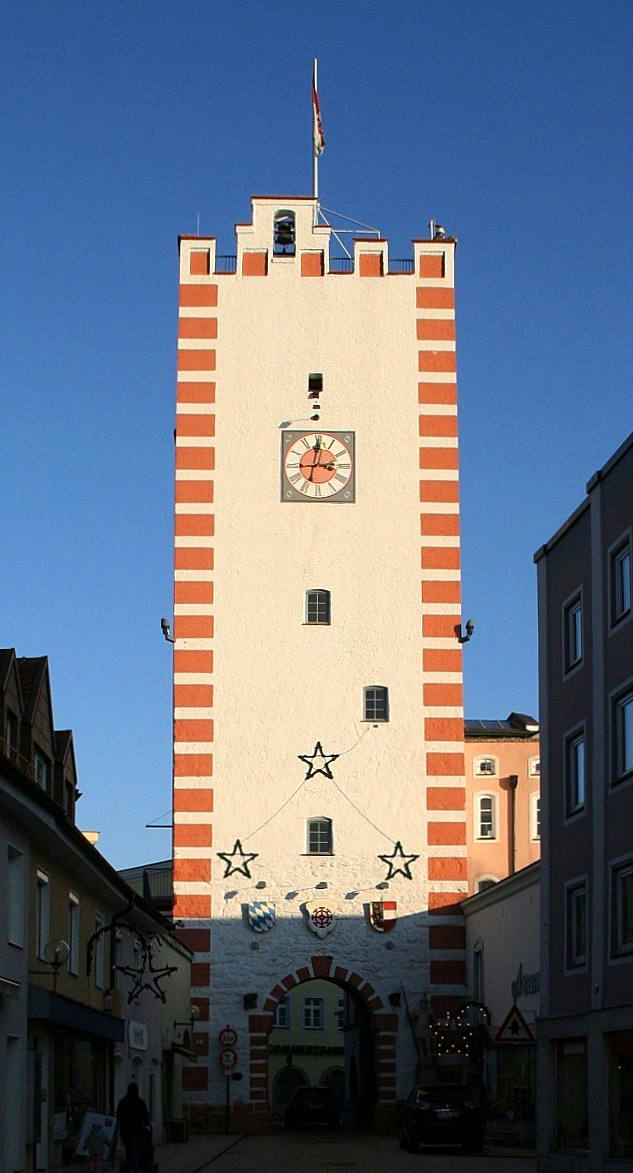
Münchener of Nagelschmiedpoort
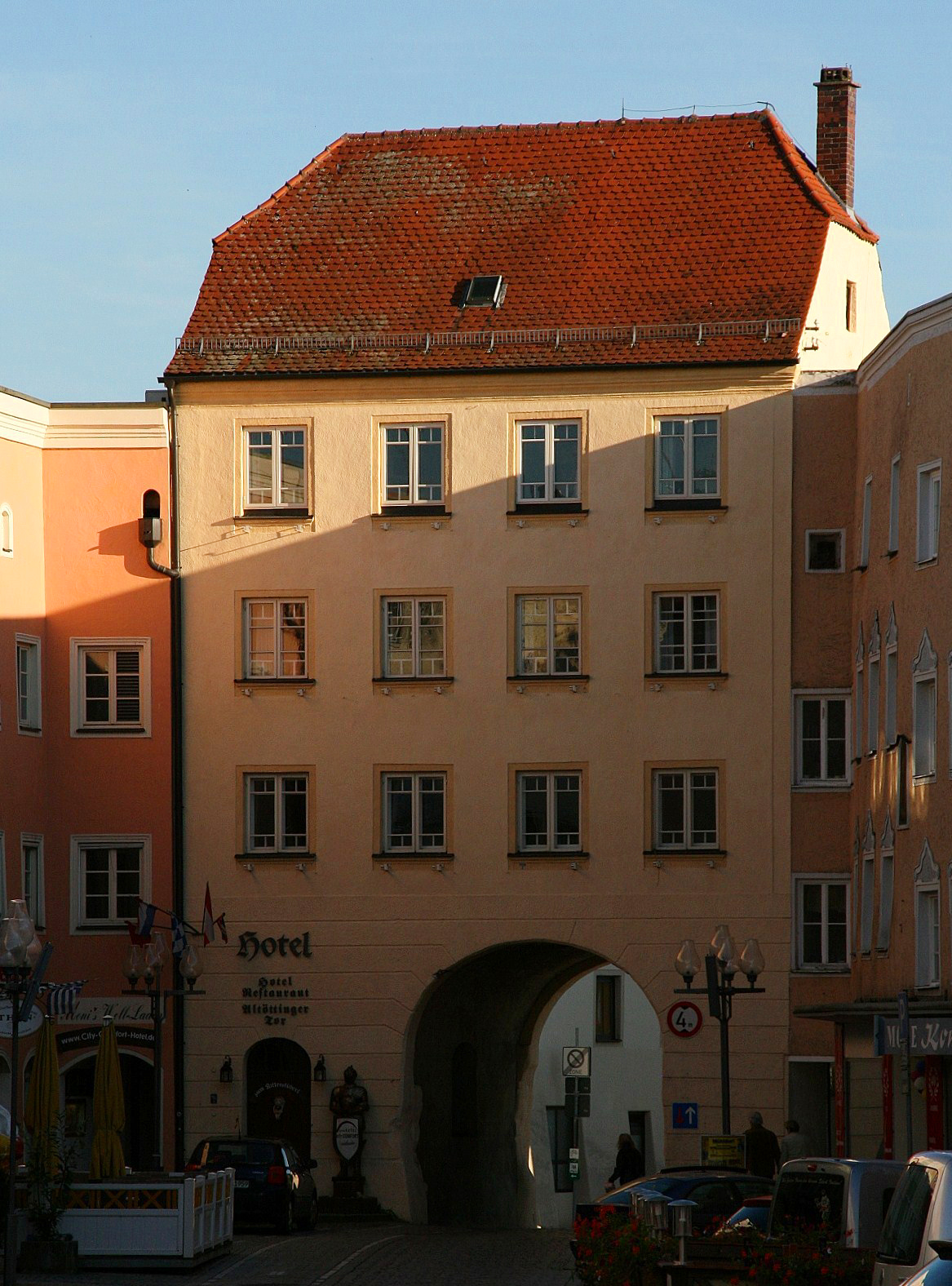
Altöttinger Poort
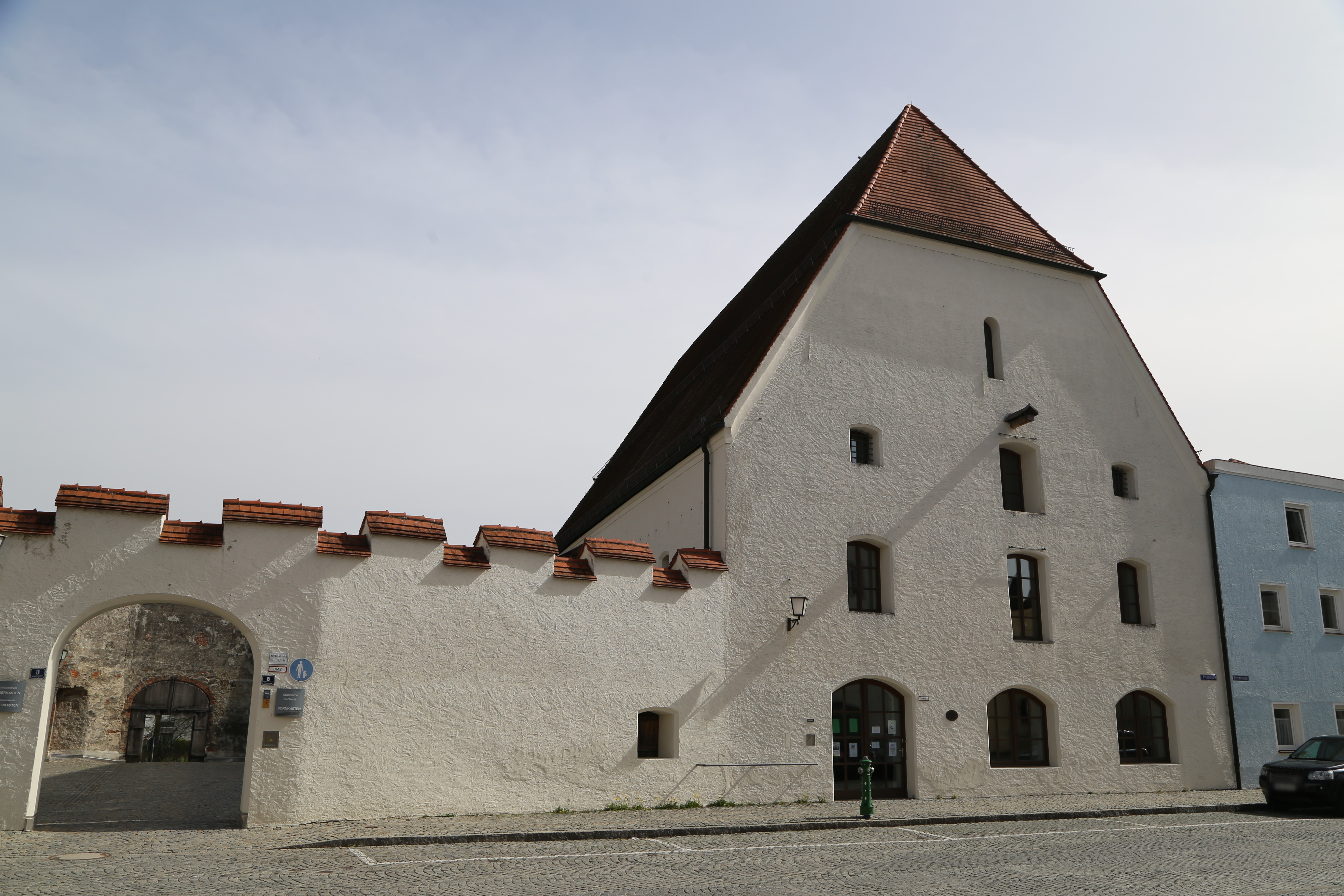
Openbare bibliotheek: gebouw Kornkasten
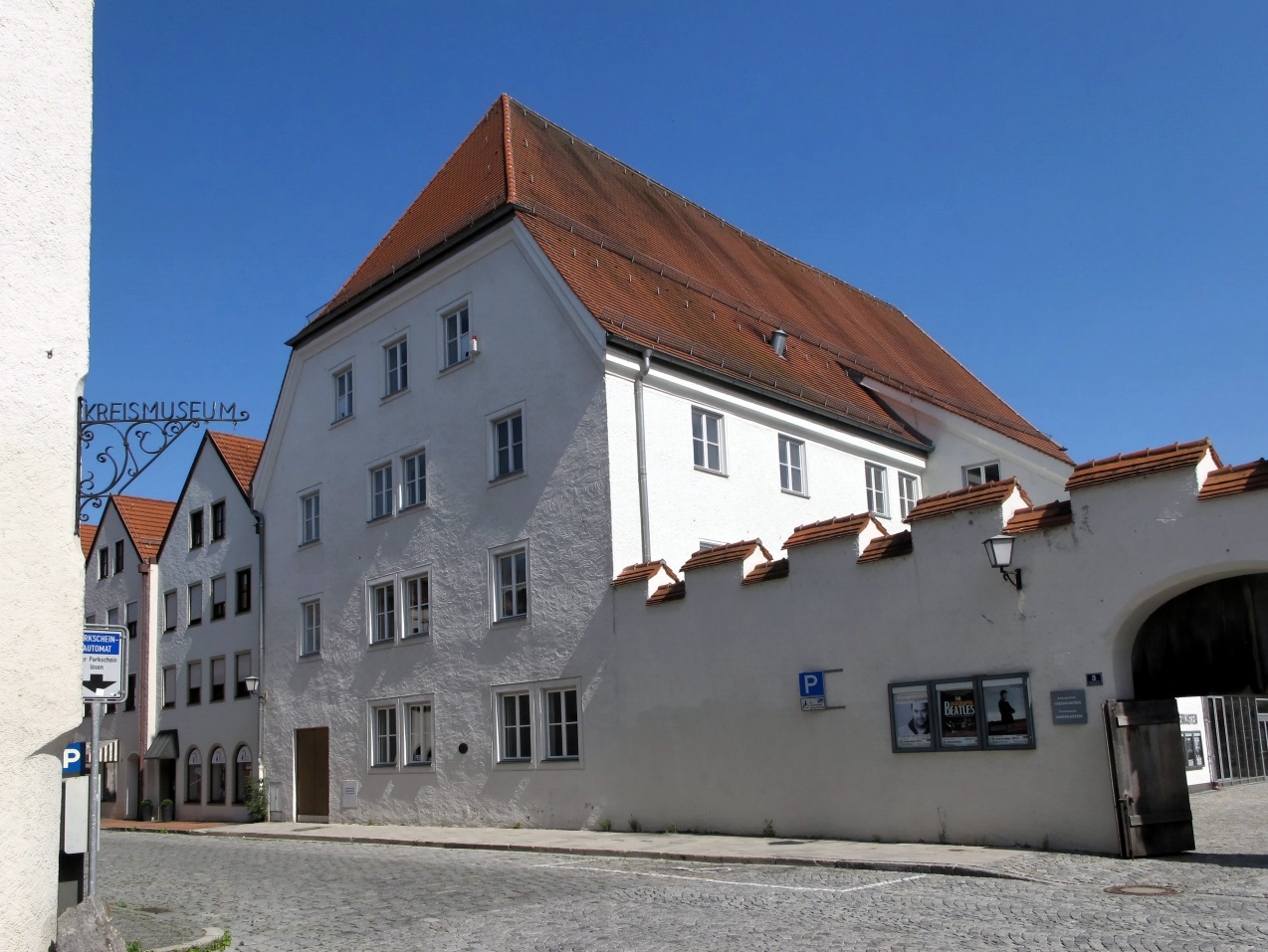
Museum Mühldorf a. Inn in het gebouw Haberkasten
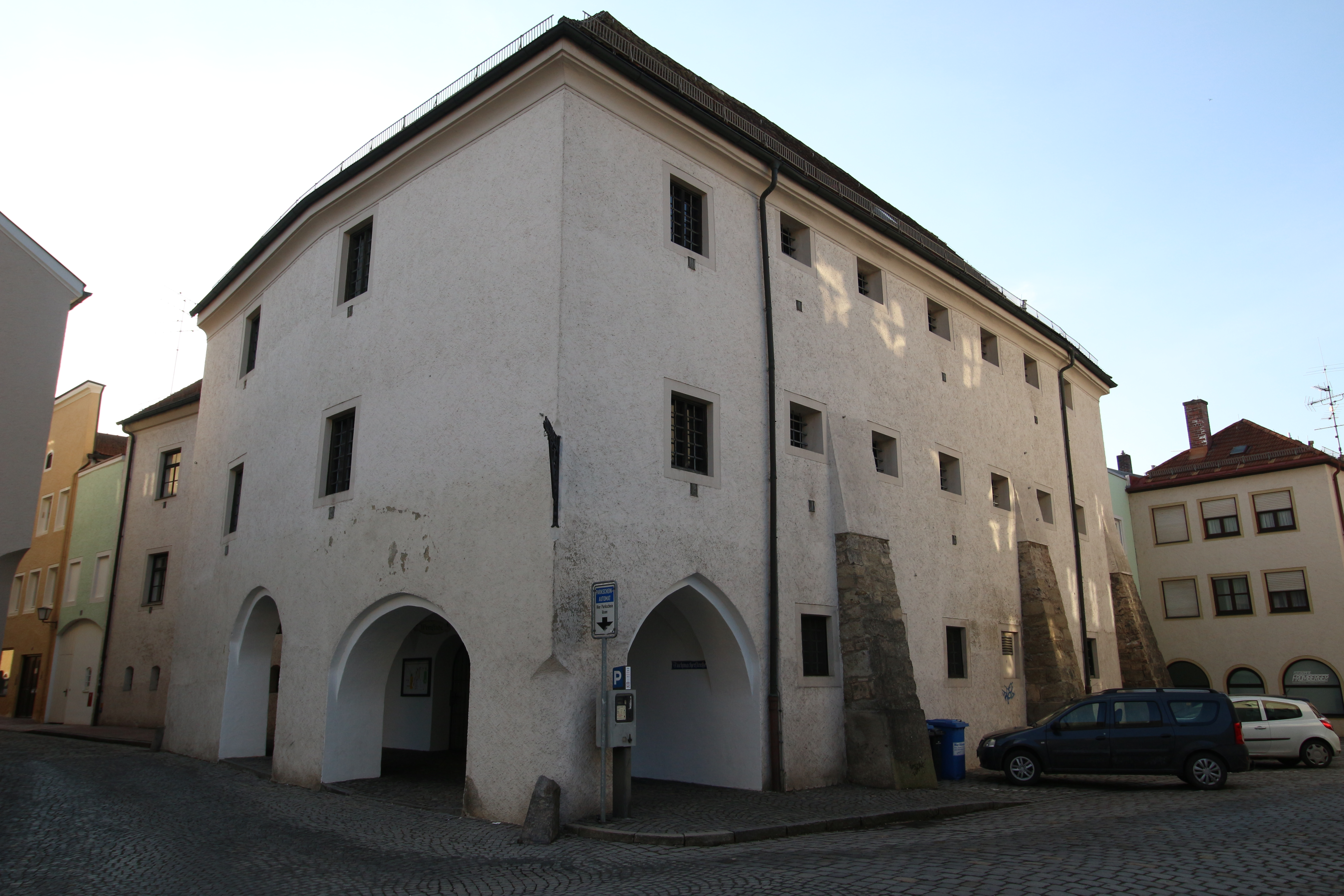
Museum Mühldorf a. Inn in het Lodronhaus
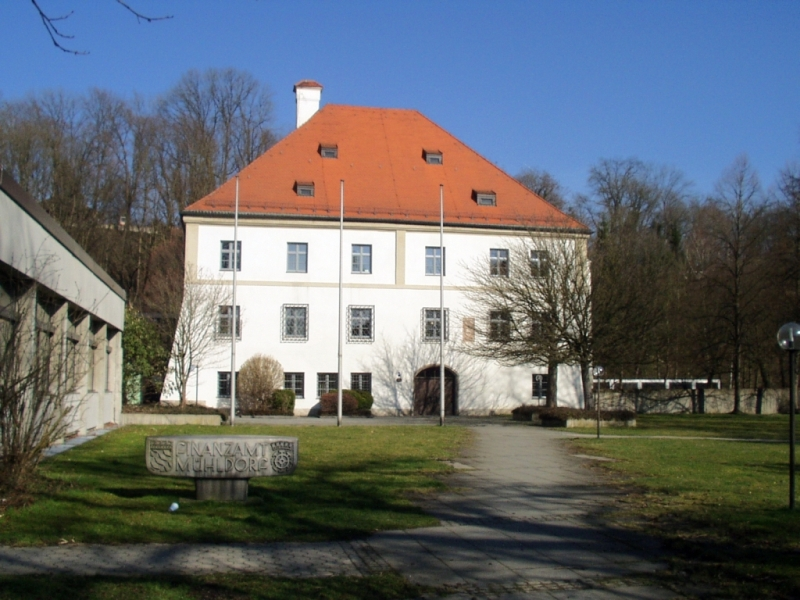
Voormalig kasteeltje Pflegschloss in Mühldorf, thans belastingkantoor
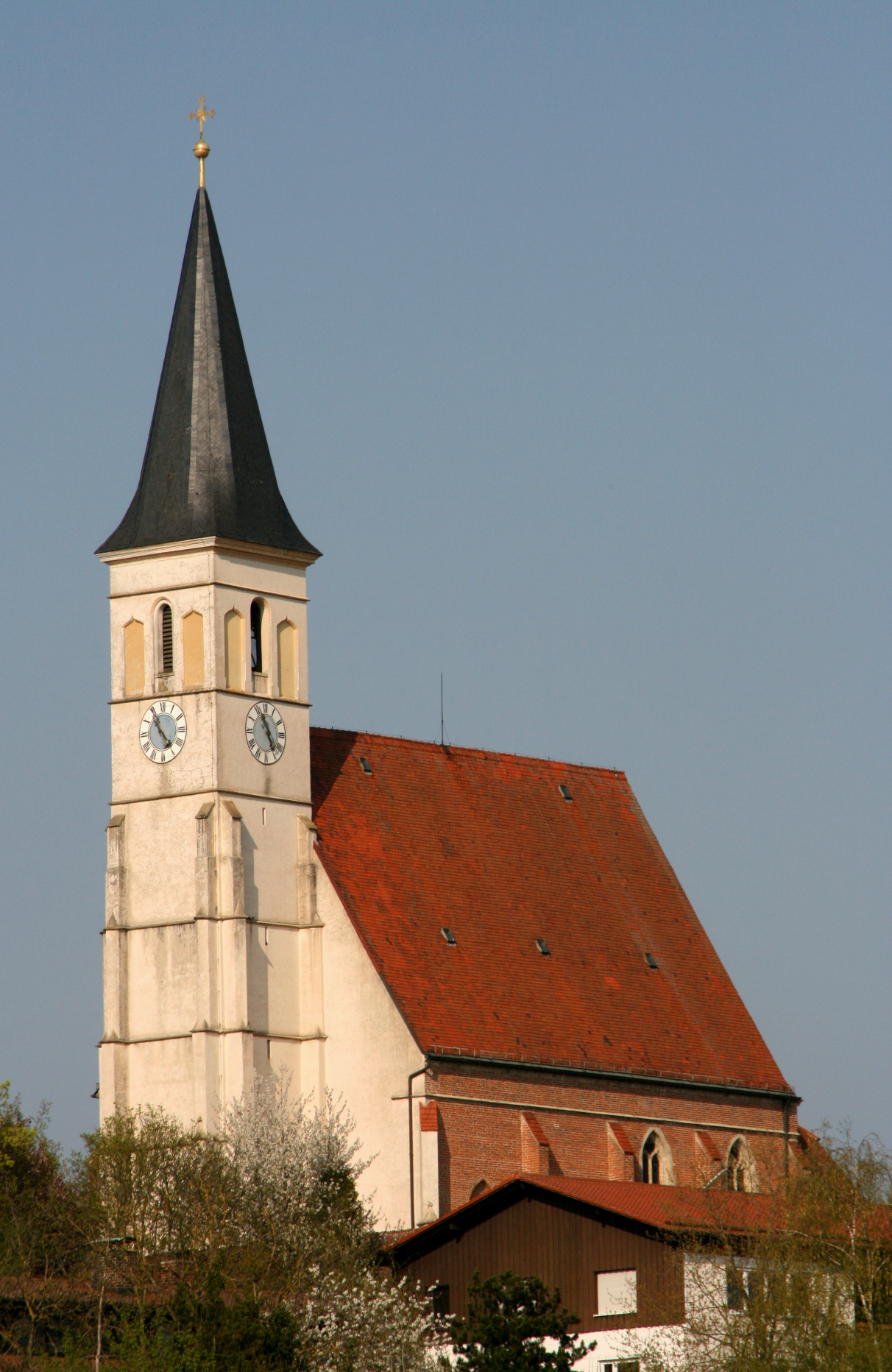
St. Laurenskerk, Altmühldorf (begin 16e eeuw)
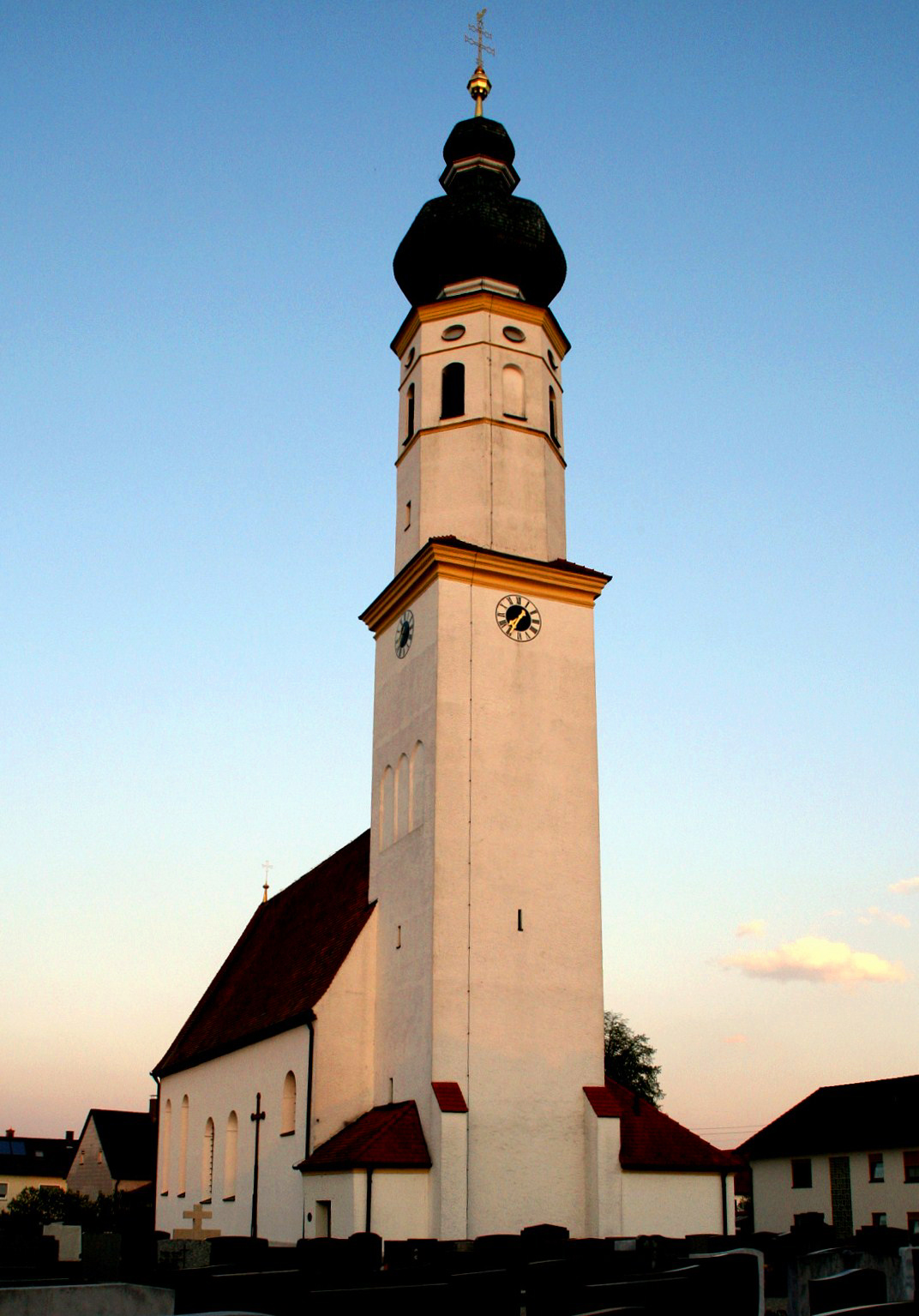
Kerk O.L.V. ten Hemelopneming, Mößling (deels 15e-eeuws, deels 18e-eeuws)
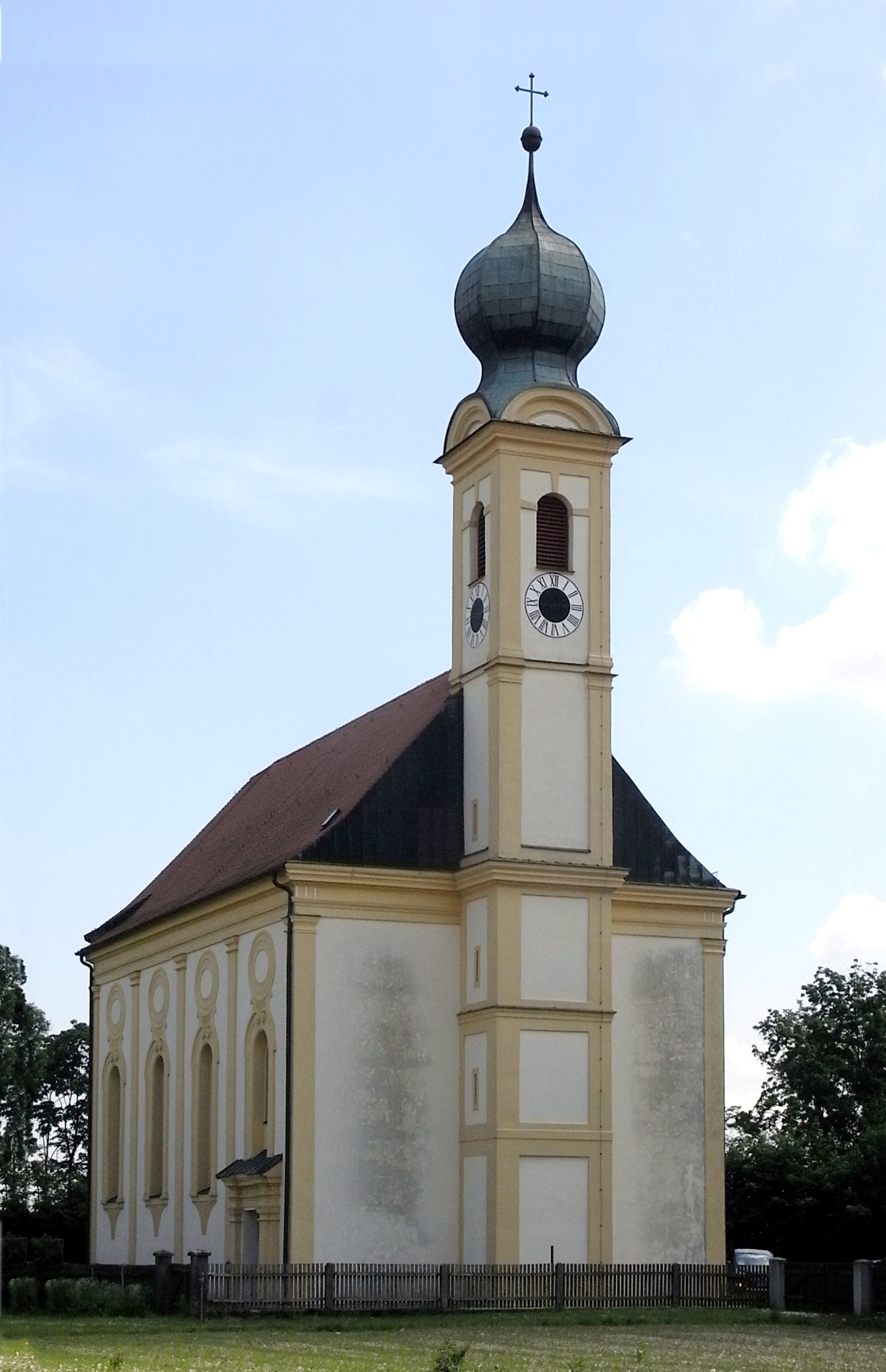
Bedevaartkerkje St. Salvator, Ecksberg (17e-eeuws)
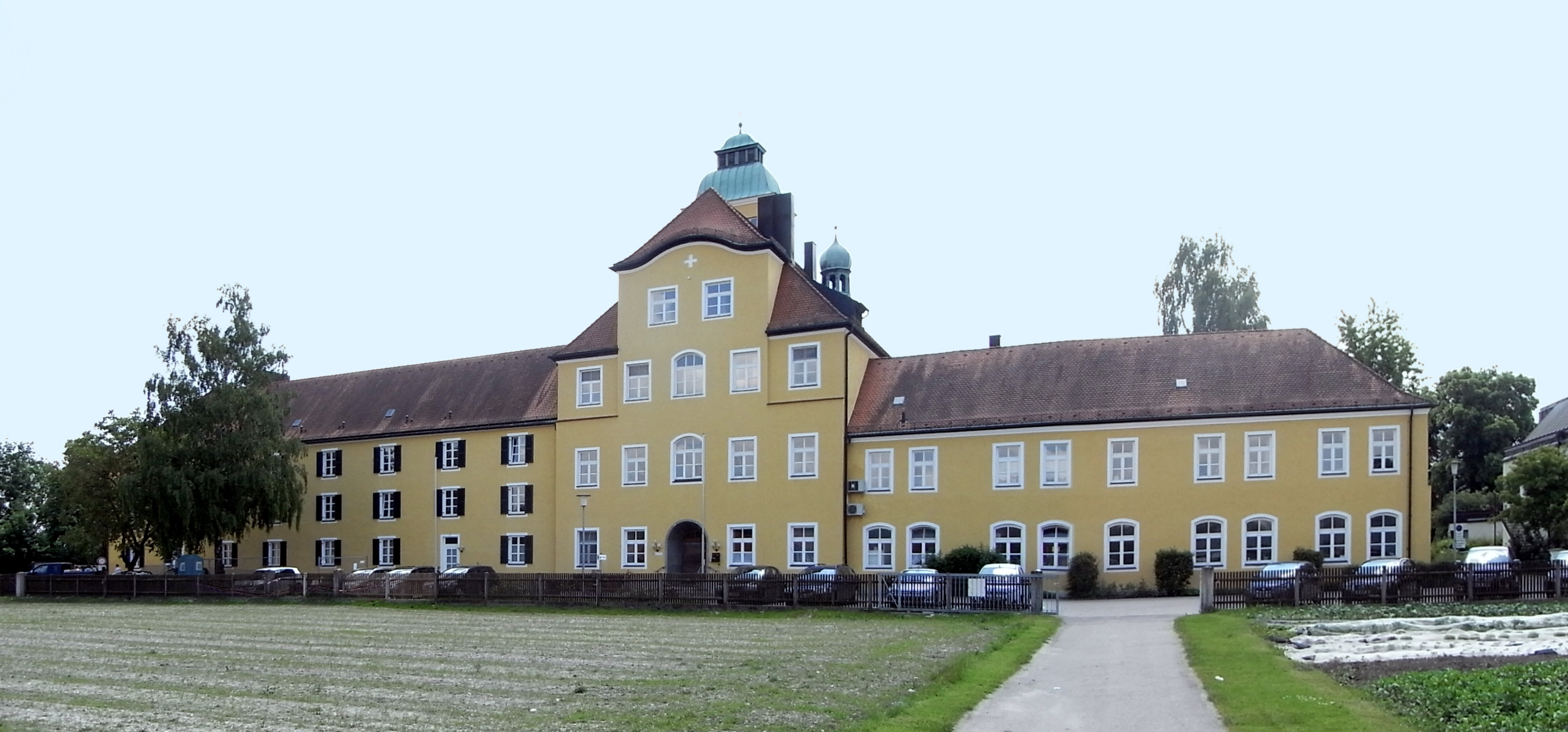
Hoofdgebouw Stichting Ecksberg (19e- begin 20e eeuw)

## Partnergemeentes
Mühldorf a.Inn onderhoudt jumelages met:
- Iraklio, bij Athene, Griekenland, sedert 2004
- Cegléd, Hongarije, sedert 2005.

## Sport
Mühldorf heeft een goede mannen-volleybalclub, TSV Mühldorf, die in de periode vanaf circa 2000 verscheidene Duitse internationals heeft voortgebracht.

## Geboren in de gemeente Mühldorf am Inn
- Georg "Schorsch" Meier (* 9 november 1910 - München, 19 februari 1999), auto- en motorcoureur
- Margit Auer (* 23 februari 1967), zeer succesvol Duits schrijfster van kinderboeken, vooral voor 5- tot 9-jarigen. Zij schrijft leesboekjes voor de eerste klassen van het basisonderwijs, maar internationaal bekend werd Auer door de vanaf 2014 verschenen serie Die Schule der magischen Tiere. Onder de titel De school van de magische dieren is deze reeks ook in het Nederlands verschenen.
- Kriemhild Maria Siegel (* 30 november 1972 als Kriemhild Maria Jahn) in de periode 2000-2010 zeer veelzijdig zangeres (sopraan) in zowel populair als klassiek repertoire; zij was van 2006-2014 getrouwd met de bekende liedjescomponist Ralph Siegel.
- Jonas Folger (* 13 augustus 1993), motorcoureur